# バーチャルYouTuber

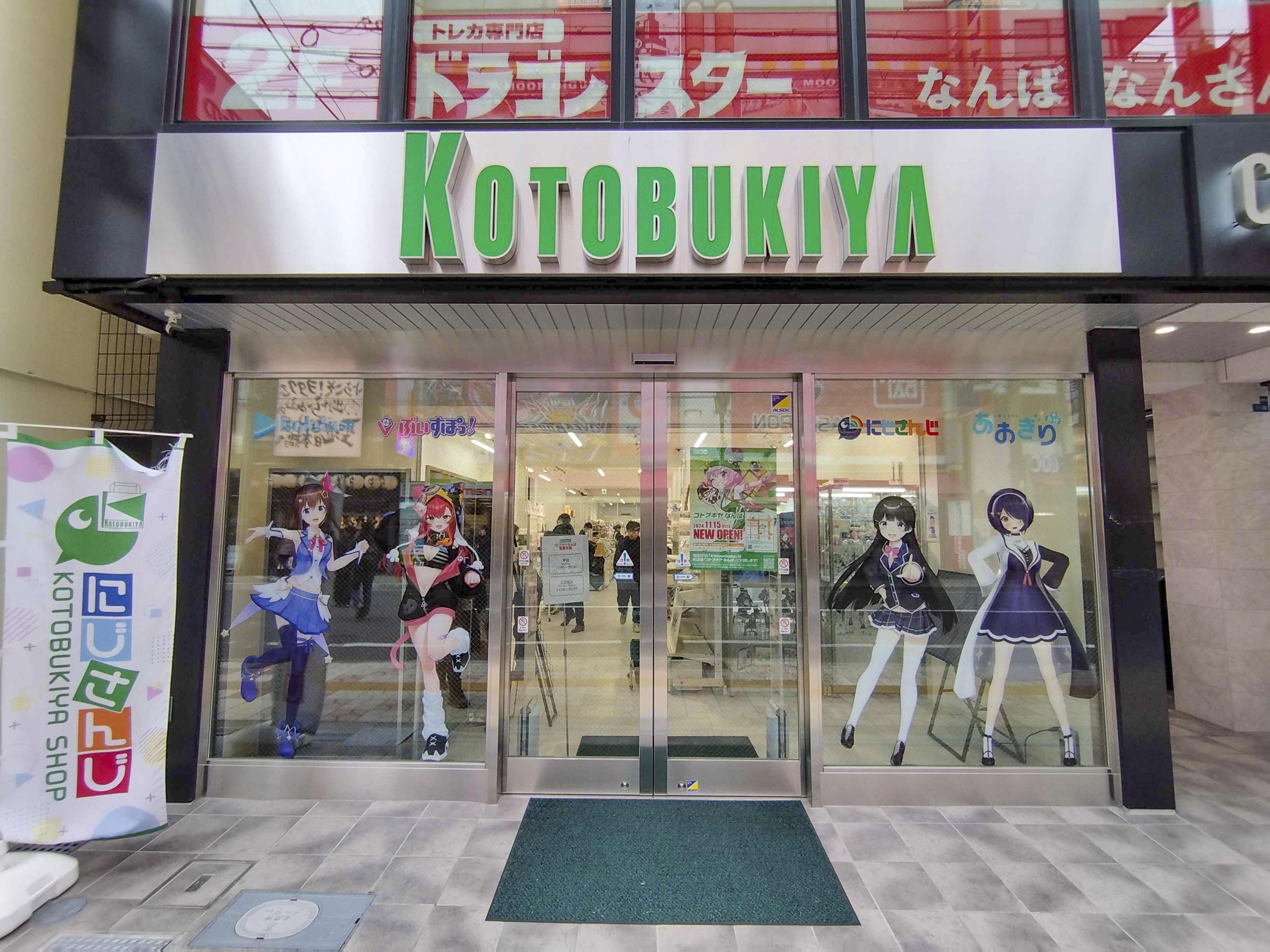
バーチャルYouTuberの姿が施工されているコトブキヤなんばの外装（2025年）。

バーチャルYouTuber（バーチャルユーチューバー、英: Virtual YouTuber）は、2DCGや3DCGで描画されたキャラクター（アバター）、もしくはそれらを用いて主にインターネットなどのメディアで活動する動画投稿・生放送を行う配信者の総称を指す語。略語として「VTuber」「Vチューバー」（ブイチューバー）が使われる。
初出は2016年12月に活動を開始したキズナアイがYouTuber活動を行う際の自称である。活動や運営方針に合わせた肩書や呼称としてバーチャルアイドル、バーチャルシンガー、バーチャルライバー、バーチャルタレント、Vの者などがある。バーチャルYouTuberの活動の場はYouTubeのみならず、他のプラットフォームなどでも行われており、その活動は多岐におよぶ。語釈には様々な解釈・定義・解説があり、ミライアカリによれば「定義ははっきりと決まっていない」状態にある。

## 定義と名称

### バーチャルYouTuberの語の広まり
「バーチャルYouTuber」は、英語のバーチャル（英: Virtual）と動画共有サイト、YouTubeに動画投稿をする者を指す語、YouTuberを組み合わせた造語である。この言葉は日本発祥とされている。日本のインターネットで動画投稿活動などをはじめたキズナアイは、YouTuber活動を行う際、自らを指すために「バーチャルYouTuber」を世界ではじめて用いたとされている。2016年12月1日に投稿されたキズナアイ初の動画「【自己紹介】はじめまして！キズナアイですლ(´ڡ`ლ)」で、キズナアイは次のように発言している。
| 「                                                                    | 普通のYouTuberと違うぞ! ……と思ったそこのアナタ! 中々するどい！ 私……実は……二次元なんです！ あれ？ 3Dだから三次元？ まぁとりあえず、バーチャルってことで、バーチャルYouTuberって響きカッコよくないですか？ | 」 |
| —キズナアイ（『【自己紹介】はじめまして!キズナアイですლ(´ڡ`ლ)』より） | |    |

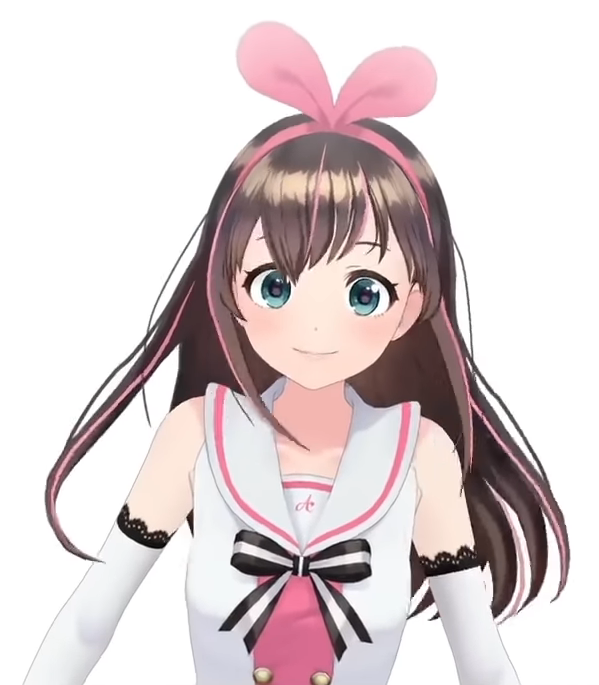
バーチャルYouTuberのキズナアイ（2016年–）。

このように「バーチャルYouTuber」は、当初はキズナアイの二つ名であった。雑誌『ユリイカ』のインタビューでキズナアイは「わたしは自分のことをずっとYouTuberだと思っていて、だけど人間のみんなとは違うバーチャルな存在だよね、というわりと単純な考えで名乗り始めた言葉」だったと振り返っている。2017年後半にはキズナアイが日本国内で注目を集めたことで、電脳少女シロ、ミライアカリ、バーチャルのじゃロリ狐娘Youtuberおじさん（ねこます）、輝夜月などコンピューターグラフィックス（以下、CG）を使用して動画投稿を行う活動者にも注目が集まった。特にキズナアイを含めた左記の5人は「バーチャルYouTuber四天王」（Vtuber四天王）と呼ばれ、そうした者たちも「バーチャルYouTuber」の仲間として認識されたと漫画研究家の泉信行、ライターで『風とバーチャル』主宰の古月、美学者の難波優輝など複数の専門家が見解を示している。泉はバーチャルYouTuberと認識されうる範囲を「キズナアイに似たもの」たちと呼び、ライターでニコニコ動画とバーチャルYouTuber研究者のmyrmecoleonはキャラクター、投稿者、配信者の総称となったと述べている。
また、キズナアイも2018年に雑誌「ユリイカ」で2017年11月以前の活動初期は自分しかバーチャルYouTuberを名乗っていなかったと語っている。その際に、各黎明期から活動していたバーチャルYouTuberにも言及し、当初は電脳少女シロは「電脳少女YouTuber」、藤崎由愛（YUA）は「次世代YouTuber」、ときのそらは「バーチャルJK」を名乗っていたと話している。
このことについて、ゲーム『NEEDY GIRL OVERDOSE』の制作者で、ライターのにゃるらは「今では自他ともにバーチャルYouTuber扱いされているシロさんが、『電脳少女』としてデビューしたのは、バーチャルYouTuberという概念が固まっていなかった証拠でしょう。」と指摘している。
また、キズナアイは同誌で「わたしの次に初めてバーチャルYouTuberと名乗ったのは〔ばあちゃる〕だったかな」述べており、ばあちゃるもINSIDEのインタビューで自身が「世界2番目のバーチャルYouTuber」かつ「世界初男性バーチャルYouTuber」であることを自称している。

### 略語
バーチャルYouTuberの略語は、VTuberやVtuberが主に使われ、表記ゆれでVチューバーが用いられることがある。
VTuberの語の発祥には諸説存在する。ライターのすらによると、2017年12月21日のTwitter（現、X）と5ちゃんねるの投稿が最初なのではないかと自身のブログに書き留めている。また、古月は「バーチャルYouTuber大好きバーチャルYouTuberのさはなさん。VTuberという略称を喧伝したともいわれる」と、12月23日のさはなの動画投稿に言及している。バーチャル美少女ねむもまた、このさはながこの動画で「バーチャルYouTuber」の略語として「VTuber」をテロップに使ったことを発端として「徐々に広まった」と言及している。なお、古月やライターのうぇるあめなどが取りまとめたVTuber歴史編纂・文芸誌『風とバーチャル』の年表では「VTuberを単語として動画内で使用する早期事例」として、バーチャルYouTuberとなったライターのアシュトンが動画内で「VTuber」と使用したことが掲載されている。その一方で、『VTuber学』でのインタビューではキズナアイを生み出したActiv8代表取締役である大坂武史が「僕が記憶している限り」と前置いたうえでREALITYが使い始めたと言及している。
PANORA編集長の広田稔は業界が盛り上がるにつれて「バーチャルYouTuber」の呼称が長かったために「VTuber」や「バーチューバー」といった略称が生まれたことを言及している。なお、バーチャル美少女ねむは、現在は「バーチャルYouTuber」よりも「VTuber」が多く使用されていると触れており、myrmecoleonも現在はおもに「VTuber」と略されていると述べている。実際英語版ウィキペディアなどでも「VTuber」に改名が施されるほどに、広まりをみせている。

#### 「バーチャルYouTuber」と「VTuber」の互換性
「VTuber」の語は「バーチャルYouTuber」と同義で使用する例がある一方で、しばしば使い分けられる。例えば、雑誌『コミケPlus』では、「『Virtual YouTuber』は先駆者である『キズナアイ』を指す言葉であったが、後に続く『VTuber』たちの登場により、仮想世界で活動するYouTuberの総称となっていった」という記述がある。バーチャル美少女ねむは、「もともと『バーチャルYouTuber』の略なのだから、YouTube以外の発信してるひとをV『Tuber』と呼ぶのはおかしい」という意見を紹介しつつ、「バーチャルキャラクター(V)として発信(Tube)してる人(-er)」として使用できるのではないかと考察している。泉は「キズナアイと似たもの」を拡張したものが「VTuber」と呼ばれているとし、「YouTuberという元の単語が崩れている『VTuber』には、そうした厳格なアイデンティティが必要とされないため、YouTubeの外部でも一般的に用いることができている。」と指摘している。アニメーション研究家の小倉健太郎は、「VTuberという語はバーチャルYouTuberの略語でもありますが、YouTube以外のプラットフォームでの配信者を含み得る、より広範な語になっています。」と解説している。
バーチャルYouTuberの電脳少女シロは、天開司との対談「Vtuber偉人会」で、テレビ局などのメディアから「バーチャルYouTuber」の「YouTube」を外せないかと聞かれることがあったと明かし、「だからVTuberっていう表現は、メディアにとって使い勝手がいいから浸透してるんだと思うよ」と発言した。また、キズナアイは「VTuberというのは誰かが作った言葉」であり、自身はバーチャルYouTuberを二つ名としていることから、VTuberと「自分から名乗らないようにしている」と発言したことがある。

### 「バーチャルYouTuber」「VTuber」の解説の例
「バーチャルYouTuber」「VTuber」については、様々な解釈があり、さまざまな定義・解説がされている。広田は、2018年に『ユリイカ』で「VTuberの定義は人によって若干異なる」と指摘している。一方、定義が明確ではない、一様にはいえないといった主張は、専門家や当事者が度々指摘している。
後述する中でもバーチャルYouTuberのミライアカリが「定義ははっきりと決まっていない」と指し示し、アニメーション研究家の田中大祐も「〔執筆時点〕ではなかば集合体的概念の様相をみせており、一様に定義することは困難だ。」と言及している。そのため、田中は前述の定義の中でモーションキャプチャを使うことを例示するも、すべてのバーチャルYouTuberが該当するわけではないという分析もしている。社会学者である岡本健は、「VTuberとはこうだと一言で表現するのは難しい」と指摘する。岡本は「たとえばアライグマの静止画イラストを用いて配信した場合、広い意味ではそれも『VTuber』と言えます。境界領域的なものがたくさん存在することもおもしろさの一つです」と述べている。myrmecoleonは「明確な定義はありません」と述べ、「一意な定義はむしろVTuberの幅を狭めて不適当と言えます」と主張している。
例として、辞書、事典（ないし、その編集部）の引用を示す。下記の通り、その見解は「人」「YouTuber」「キャラクター」などとバラつきがある。
- 『現代用語の基礎知識』（自由国民社） - Vチューバーとは、VR（仮想現実）スタジオ内で3DCGキャラクターに扮し、実況動画を配信する人のこと[43]。
- 『デジタル大辞泉』（小学館） - バーチャル‐ユーチューバー: 自身が出演する代わりに、コンピューターグラフィックスなどで作られた架空のキャラクター（アバター）を用いるユーチューバー[44]。
- 『大辞林』編集部（三省堂） - VTuber: 動画配信サイトのユーチューブで、生身の人間に代わって投稿コンテンツに出演するコンピューターグラフィックスのキャラクター[22]。

一方、漫画研究者でライターの泉信行は「そもそも言語学や辞書学の観点からすれば、新語・流行語の類に定義を求めることはできない。」という姿勢を示し、「VTuber」の語については「その用いられ方が直観的かつ大雑把、そして偏見的ですらある。」と述べている。泉はバーチャルYouTuberというジャンルが曖昧になる理由として、「大きく分けて2つのタイプが混在しているから」と指摘している。それらは「『二次元』や『バーチャル界』と呼ばれる別次元から現実世界に『来た』という見られ方をする」タイプと、「現実の人からVTuberに『なる』」タイプに分かれるという。『来た』タイプについては「二次元の存在だがかぎりなく現実に近い生活や社会経験を行う」ため、その多くが「『二次元の身体のまま』で暮らしていると想像させる」タイプだとし、2023年当時における「業界の本流」と説明している。その逆に、『なる』タイプは元々別の仕事をしていたクリエイターが『来た』タイプの影響を受けて始めるケースなどに多く、「現実の肩書きと両立している」例としてカグラナナを紹介している。
泉のようにバーチャルYouTuberを分類しようとする試みは2018年には既に存在している。バーチャルYouTuberの皇牙サキによるキャラクターと演者の関係性を「ブースト型」と「ギャップ型」に分けたものや、アバターを「器」に配信者を「中身」とする作家の新八角による解説がある。また、難波が掲出した「三層理論」では、バーチャルYouTuberの声や動きを生み出している「パーソン」、バーチャルYouTuberが動画やSNSを介して鑑賞される「メディアペルソナ」、図像（2Dや3Dのモデル）の側面を指した「フィクショナルキャラクタ」の3点を挙げ、それらの対応によって「鑑賞のされ方」は「大きく分けて二つに分類することができる」と分析した。2021年に法学者の原田伸一朗は、配信の「素」が特質となるタイプ「パーソン型」とアバターのキャラクター設定が特質となっているタイプ「キャラクター型」に分類した。哲学者の山野弘樹は「VTuberとは（アバターを用いる）配信者である」という見解を「配信者説」、「〔VTuberの〕キャラクターは映画のアニメの登場人物と変わらない仕方で存在しているのであり、配信者はその人物を演じているのだ」という見解を「虚構的存在者説」と呼び、「配信者」と「虚構的存在者」が両立する「両立説」を述べながらも、VTuberは「配信者」でも「虚構的存在者」でもない独立した存在であるという「穏健な独立説」を検討している。山野は2022年に哲学誌『フィルカル』にVTuberの分析論文を掲載し、2024年に自身のVTuberの分析をまとめた著書『VTuberの哲学』を春秋社より出版した
なお、難波の「三層理論」には否定的な見解もある。山野は、「三層理論」は構成要素が重複していて、三元論ではなく二元論的な側面が強いと評価している。泉は「フィクショナルキャラクタ」という用語は孫引きした先行研究を誤用していると指摘しつつ、漫画研究者の立場からも「キャラ図像」の考察に欠けているがために複数の事例を混同させる論じ方がされていると評している。
これらのほかにもバーチャルYouTuberの解説や分析を複数の専門家が解説・研究しており、度々インタビューや文章において、バーチャルYouTuber当事者側からその言葉や存在のあり方について言及されることがある。以下は各立場において言及された一例である。
運営団体による言及
- ANYCOLOR（にじさんじ運営会社） - VTuberとは、YouTube（Google LLCが運営する動画配信プラットフォーム）上で独自に製作した動画を継続して公開している人物のうち、2Dまたは3Dのアバターを利用して活動するものの名称
- カバー（ホロライブプロダクション運営会社） - VTuberとは、主にYouTube等の動画配信プラットフォームにおいてモーション・キャプチャーを用いてアニメルック・アバターで活動するバーチャル・エンターテイナーのこと

バーチャルYouTuberおよびボイスモデルからの言及
- 春日望（声優／キズナアイ ボイスモデル） - 初めはキズナアイちゃんみたいに、3Dモデルを使ってバーチャルに生きている人だけだったのが、今はキャラクターを身にまとって活動される方もいれば、バーチャルとリアルを行き来して活動する人もいれば、いわゆる歌い手さんのようにハンドルネームと実写を出し、イラストも使って活動してる人もいて……わかりやすいカテゴリとしてVTuberと言われている。カテゴライズされたほうが活動しやすいですから。どこまでがVTuberなのかという賛否は都度あるものの、今の活動者の方、ファンの皆さんの認識を見ていると、少しでもイラストや3Dモデルを動かして活動していたらVTuberの土俵なのかなという印象です。
- 届木ウカ（バーチャルYouTuber／小説家） - VTuberとは、「肉体ではなく仮想の体を使用して動画投稿、配信を行うYouTuber」の俗称です。仮想の体とは、主に3DCGやイラストレーションで作られた体を指し、私の場合は自ら3DCGをモデリングして制作した球体関節の体を動かし生きています。
- ミライアカリ（バーチャルYouTuber） - VTuberとは、このように、YouTube上で二次元キャラクターとして活動している人たちのことを言います。しかし、一方ではVTuberの定義ははっきり決まっていないという現状もあります。姿形が違うのはもちろん、活動内容も十人十色で、いろいろなVTuberがいるため、知らない人にとってはわかりにくく感じられるかもしれません。

専門家からの言及
- 泉信行（漫画研究家／ライター） - VTuber（ブイチューバ―）とは？ VTuberの草分けとなった「バーチャルYouTuber・キズナアイ」に由来する呼び方。今では、二次元（2D）や3DCGの姿をしながら「まるで人間と同じように生きている」と感じさせる活動やコミュニケーションを、動画配信サイトなどを通じてリアルタイムに続ける表現者たちを主に指している。
- 北村匡平（メディア研究者） - VTuberとは、モーションキャプチャーでキャラクターの身体を動かし、フェイストラッキングで表情を動かす技術でリアルタイム処理した動画をインターネットで配信するYouTuberのキャラクター版である。ほとんどが2D／3Dアニメーションのキャラクターをアバターにし、「中の人」がそれを操作する。
- 田中大祐（アニメーション研究者） - ヴァーチャル・ユーチューバー（以下、VTuber）――すなわち俳優の動きを測定したデジタルデータをもとにアニメーションを生成する〔モーション・キャプチャ〕技術をつかったリアルタイム[CG]によるキャラクター表現
- 原田伸一朗（法学者／情報学者） - バーチャルYouTuber（VTuber）とは、生身の人間の姿ではなくCGアバターの姿を通して、主にインターネット上で動画投稿・ライブ配信などの活動をおこなう者をいう。見た目はアニメのキャラクター風であるが、モーションキャプチャー、フェイストラッキング等の技術により、人の実際の動きや表情をCGアバターの表象に反映させている点が特徴である。
- 広田稔（PANORA編集長） - 筆者はVTuberを「モーションキャプチャーの技術を使いキャラクターの表情や体を動かしている」「YouTubeやXなどネット上に存在し, ファンとリアルタイムでコミュニケーションがとれる」という二点を満たす存在と考えている.
- リュドミラ・ブレディキナ（アバター／バ美肉研究者） - 「バーチャルYouTuber（VTuber）」とは、2016年以降、YouTuberやニコニコ動画などのウェブサイトで娯楽コンテンツを創作するために使用されている、アニメの外見をした2Dまたは3Dの、コンピューターによって生成されたキャラクターである。〔和訳: 池山草馬〕

なお、小倉は、Ami Yamatoなどキズナアイ以前に登場した存在を多くの場合はバーチャルYouTuberであるとみなされていない、と指摘した。論考では、広田の定義に加え「自らをバーチャルYouTuberないしそれに類するもの（VTuberやバーチャルライバー）として提示する存在をVTuber」であると定めている。
myrmecoleonはバーチャルYouTuberのリストを制作している。ある存在をそのリストに追加するかどうかの判断材料は「本人が自分をVTuberとしているか（自認）」「周囲が彼・彼女をVTuberとしているか（外部からの承認）」だと解説している。
「バーチャルYouTuber」は時間の経過によって解釈も変化している。バーチャルYouTuberの九条林檎は、「2018年の初頭はキャラクターがきちんとしていて、3DCGのものこそVTuberであり、Live2Dは邪道みたいな考え方が確かにあった。」と言及しており、古月もまたバーチャルYouTuberの歴史を解説するコラムで、その変化について述べている。バーチャルYouTuberの星街すいせいは2024年8月2日に配信での口上を変更し、YouTube以外の活動の場が増えているのに「VTuber」と名乗るのは違和感がある、と伝えた。
WWDJAPAN は「キャラクター的な親しみやすさを持ちながら、人としての内面性があり、リアルタイムなコミュニケーションができるのが最大の特徴」であると説明している。バーチャルYouTuberを分析するなら声が重要だとする専門家は北村などがいる。

### 関連する肩書や呼称
バーチャルYouTuberには活動や運営方針に合わせた肩書や呼称が存在する。例えば、バーチャルアイドル、バーチャルシンガー（Vsinger、Vシンガーとも、歌うバーチャルYouTuberに用いられる）、バーチャルライバー（Vライバーとも）、バーチャルタレント、Vの者などである。中にはその活動者やグループによって、意図して使い分けられ、独自の肩書を持つ場合もある。例えば、七海うららは自身を「パラレルシンガー」とカテゴライズしている。その一方で、七海うららもまたVTuberの特集に掲載されている。また、somuniaもKAI-YOU Premiumのインタビューで「実は自分自身のことをVTuberと呼称したことはないんです。もちろん企画の関係で便宜上VSingerと名乗ることはあります。」と述べている。その上で、名乗っていなくともVTuberと呼称されたり、認識されたりすることがあると述べている。また、バーチャルライバー（Vライバー）は、にじさんじが使用するほか、IRIAMやREALITY、17Liveなどのプラットフォームを使うものにとりわけ用いられることがある。uyet代表の金井洸樹によると、「Vライバーはライブ配信が主体で、VTuberはYouTubeでの動画投稿が中心と説明されることが多かった」としており、現在は「VTuberとしてデビューしてもTwitchなど、YouTube以外のプラットフォームでの活動も一般的となり、線引きは曖昧になりつつあります」と説明している。プラットフォームで呼称が使い分けられた語の例としてSHOWROOMで活動する者を「バーチャルSHOWROOMER」、TikTokで活動する者を「VToker」と称した事例が存在する。
なお「VTubing」は英語メディアやRedditなどのバーチャルYouTuberコミュニティで使用されることがある英単語で、「VTuber活動」や「アバターで配信すること」などを意味している。
「CTuber（キャラクターユーチューバー）」は、ハローキティがYouTube活動を始めた際やゲーム部プロジェクトに対して使用された言葉である。福岡デザイン&テクノロジー専門学校は、「キャラクター・Vtuberの略で、Vtuberの中でもあくまでその『キャラクター』を『誰か』が演じているという設定で活動する。」と説明している。オリコンでの取材でハローキティは「Vtuberのみなさん（先輩）の活動もよく見ています。でもキティは“Ctuber”って呼ばれたいです！」と答え、キャラクターのYouTuberなのだと強調した。ゲーム部では「VTuber と言うより、色々な理由、動機でゲームに打ち込む 4 人の高校生の物語を描いているキャラクターコンテンツ作品という方が近いかもしれません」と指摘したうえでCTuberの方が単語が適切かもしれないと表明していた。また、SF作家の草野原々はCTuberを冠し、バーチャルYouTuberをオマージュした小説「【自己紹介】はじめまして、バーチャルCTuber真銀アヤです。」を2019年2月15日に発売している。

## 活動

### 活動内容
バーチャルYouTuberの活動は多種多様であり、下記はその一例である（五十音順）。
- ASMR[81]
- 歌ってみた[69]
- 踊ってみた[69]
- 音楽ライブの開催[69][106][107]
- ゲーム実況[69][108]
- 雑談[69][108]
- 映画やアニメなどの「同時視聴」[109]
- メディア出演（テレビ[69][107]、ラジオ[107]、コマーシャル[107][45]）

myrmecoleonによる2024年12月の推計では、バーチャルYouTuberによる動画等はYouTubeに累計1,900万本以上あり、月40万本以上公開されているとみられる（削除や非公開化、限定公開されている動画を除く）。
届木ウカによると、かつてバーチャルYouTuberの活動の中心は、YouTuberのように、個人のバーチャルYouTuberが動画を投稿し、広告収益を得ることが主であった。一方2020年現在においては、グループに所属して高頻度かつ長時間の生放送を行う活動が良く知られており、人気となっているとしている。また、古月は黎明期に登場したバーチャルYouTuberは「キャラクターの設定をもとにそれに応じて演者が声やモーションキャプチャを動かし、企業が主体となってコンテンツを発信するものだった」と述べている。それに対し、現在のバーチャルYouTuberの活動の主体性は「基本的には演者が主体となって企画の立案や発信をおこなう形になっている」と指摘している。myrmecoleonは、2017年までは動画投稿が一般的で、ライブ配信を行う者は一部であった。にじさんじのバーチャルライバーが登場した2018年2月から、急速にライブ配信が増加したと述べている。YouTubeの投稿は2018年半ばに「ほぼ半々」、2020年以降は7割がライブ配信になったという。一方、泉によると「企業勢」や「個人勢」、「動画勢」や「配信勢」といった呼び分けをファンは慣習的に行ってきたとしつつも、それら呼び分けはジャンル論として機能するのではない、としている。むしろ経済的にはトップランナーから中堅、零細などの格差があり、「その違いこそがファン層や文化圏を分けているとも言える」と指摘している。草野虹もまた、「『配信勢』とか『動画勢』とか、わざわざ分ける意味がないくらいには多様化しているというか、どっちもできて当たり前みたいな雰囲気もありますよね。」と述べている。5時間以上にわたるライブ配信も多い。
活動の場においては、YouTubeに限られず、Twitch、mirrativ、REALITY、IRIAM、SHOWROOMなどで活動する者が知られる。myrmecoleonは、Twitchを主体に活動するバーチャルYouTuberは3分の1を占めていると推測している。
バーチャルYouTuberとして活動するには、中の人、キャラクターデザイン、モデル、配信機材が必要になる。
2018年頃には、日本のバーチャルYouTuberの多くはTwitter（現X）を利用していたとされ、コミュニケーションツールとして、制作の合間に投稿したり、動画の感想を聞くなどといった利用をしている。また、バーチャルYouTuberから反応や返信を送ることがある。また、多くのバーチャルYouTuberは自分専用のハッシュタグを用意し、感想やファンアートを投稿する際にハッシュタグをつけるよう呼び掛けている。
「VTuber準備中」とは、将来的にバーチャルYouTuberとして活動する予定の者を指し、多数存在する。また、アバターも名前も決まっていない状態からVTuberデビューを目指すプロジェクトが立ち上げられることもある。SNS上で「100日後にVTuberデビューする女子高生」として始まった2022年の企画では、結果的に唯恋ひなとしての活動が開始された。「100日後にVTuberになるASMR配信者」と冠した動画を毎日投稿していたはっかは、2021年7月にTikTokで初投稿した後、「VTuberとしての素材」を揃えていく手順を発信し続け、同年11月14日にYouTubeでの初配信をもって活動開始（デビュー）している。
バーチャルYouTuberは節目に「大事なお知らせ」「大切なお知らせ」「重大発表」などと銘打った告知を行うことがある。このような告知では、活動終了、3Dお披露目、イベント開催などを予告する。ライターのたまごまごは、「大切なお知らせ」を「ファンとしては引退するんじゃないか休止するんじゃないかと気を病む言葉」であると位置づけている。おめがシスターズが2019年7月1日から2020年6月30日の1年間100回以上リポストされたバーチャルYouTuberのXのポストを集計した結果によると、重大発表が181件（ネガティブな確率0％）、大事なお知らせが53件（ネガティブな確率43.4％）、大切なお知らせが50件（ネガティブな可能性42％）となった。
バーチャルYouTuberは「3Dお披露目」というバーチャルYouTuberが3Dモデルを披露する生配信を行うことがある。配信では歌や踊りなどを披露する。モーションキャプチャスタジオが用いられる。

### 個人活動と所属活動
企業が運営しているバーチャルYouTuberが目立ってはいるが、数としては個人や少人数のチームで制作しているバーチャルYouTuberの方が多い。また、バーチャルYouTuberを運営する既存の企業や自治体が存在し、日本の大手企業も参入している。芸能事務所やマルチチャンネルネットワーク（MCN）もある。MCNは複数のYouTubeチャンネルと提携して活動のサポートを行っている。
バーチャルYouTuberを運営する業界で上場しているのは「にじさんじ」を運営するANYCOLOR株式会社と「ホロライブプロダクション」を運営するカバー株式会社である（#受容と市場も参照）。それらとは異なる経営戦略をとる企業として、Brave groupが挙げられる。その傘下のバーチャルエンターテインメントが運営するぶいすぽっ!が知られるほか、2023年11月にはHIMEHINAを運営する株式会社LaRaを子会社化した。一方あおぎり高校はBrave groupから移籍し、ゲオホールディングス傘下のviviONによって運営されている。ほかのVTuber事務所として、アドウェイズ傘下の774株式会社によって運営されるななしいんく、株式会社mikaiによって運営されるRe:AcT、THINKRによって運営されるKAMITSUBAKI STUDIOなどが知られる。myrmecoleonによると、2024年12月の統計では、バーチャルYouTuber業界における総視聴時間は、にじさんじ、ホロライブが合わせて7割を超えているとされ、他ではぶいすぽっ!が目立つとされる。
そのほか、テレビ局も参入している。日本テレビは2018年にVTuber事業「V-Clan」を発足し、2022年には分社化してClaN Entertainmentを設立し、サンリオと共同でにゃんたじあ!を運営している。MBSメディアホールディングス子会社のMBSイノベーションドライブは、2023年に.LIVE（どっとライブ）を運営する株式会社アップランドを子会社化している。
バーチャルYouTuberにおいて、前述のような企業運営の事務所に所属する者は「企業勢」、主に企業に属さずに活動をする者は「個人勢」と呼ばれる。また、岡本健は、「企業が出資する形で運営している」者を「企業系VTuber」、「個人で環境を整備して運用している」者を「個人系VTuber」と記述しており、こうした使い分けはメディアでもみられうる。バーチャル美少女ねむは「世界初の個人系VTuber」を自称している。『VTuber学』では個人勢として、黎明期から活動する甲賀流忍者!ぽんぽこやピーナッツくん、文化放送でラジオ番組のパーソナリティを務める名取さなや、企業所属から独立した周防パトラが挙げられている。実況者からVTuberとなったガッチマンVやイラストレーターのしぐれういのような例もある。また個人勢であっても、ガッチマンV、天開司、兎鞠まり、歌衣メイカの4人からなる「AllGuys」のように、ユニットを結成している例もある。
一方で、バーチャルYouTuberを支援するMCNは企業が運営しているものの事務所ではないため、upd8のようなMCNに所属していても「個人勢」とみなされる。例えば過去にはMCNであるVShojoに所属した際のksonの発言や朝ノ姉妹ぷろじぇくとを運営するノリが立ち上げたグループである「ぶいせん」、事務所組織「ミナボックス」などで確認できる。ライターの浅田カズラは、「『個人VTuber』という言葉が少し古くなりつつあるのかなという気がしますね。[中略]『インディーズ』と呼んだりしてもいいのかも。」と言及している。朝ノ姉妹ぷろじぇくとを運営しているノリは、PANORAなどの取材に対して「VTuberは個人勢も企業勢もほとんどのことは演者自身が行っている」と指摘・回答している。
バーチャルYouTuber事務所やグループは「箱」と表現される。この「箱」ごと応援することは「箱推し」と呼ばれる（#ファン活動と視聴者も参照）。初期のバーチャルYouTuberでは事務所はソロのタレントを運営する運営体制であったが、2018年頃から1つのブランドで複数のVTuberを抱える「箱」の運営体制に変化していった。2018年初頭以降VTuberが急増していた状況では、「箱」によるグループ化は自社の新人をファンに認知させるために有効だった、と考えられている。特に、「箱」のマネジメントでは、グループ内で配信スケジュールの重複を避けて、「箱推し」のファンが見やすい環境が整備された。
社会学者の中山淳雄は、YouTuberの事務所とバーチャルYouTuberの違いについて、キャラクターの著作権を事務所が保有するかどうかをあげている。伊藤海法律事務所の伊藤海も「タレント専属契約においては、VTuberキャラクターに関連する動画やイラストなどの著作権は事務所側に帰属するとされることが一般的です。事務所としては、自社が著作権を有していた方がマネジメントしやすいためです。」と指摘している。また、古月は「VTuberが企業運営の事務所から離れた場合、同じ姿や名前で活動することは難しい。声優がアニメでキャラクターを演じたとして、そのキャラクターが自らのものにならないのと同じような理屈になっている。」と指摘する一方、「事務所から離れた際には演者に還元、譲渡されるケースも増えている」と述べている。権利譲渡された例としては、九条林檎、周防パトラなどが例に挙げられる。権利が譲渡・移管されれば、姿や名前もそのままに事務所から独立も移籍もできる。また、事務所に所属しながら移籍が行われた事例では、かしこまり、小森めとなどが知られる。
事務所やグループは解散することもある。所属していたバーチャルYouTuberはそのまま活動終了したり、独立するケース、移籍するケースがある。

### 活動終了
バーチャルYouTuberは様々な理由から活動を終えることがある。また、何が理由なのかもよくわからないまま表舞台から姿を消すケースも散見される。下記は、バーチャルYouTuberが活動終了する際に示した理由の一例である（順不同）。
- 病気など体調不良[81][174]
- 家庭の事情[83]
- 生活との両立[175]
- 契約満了[176][177][178]
- 契約解除[179][180][181]
- 誹謗中傷[182][175]
- 運営との方向性の不一致[183][182]
- 事務所解散[170][171]
- 資金的都合[184][175]
- 労働環境[184]

バーチャルYouTuberが活動を終了する際、「卒業」や「引退」の語を用いることも少なくない。なお、「卒業」の語は事務所からグループから脱退し、独立するケースにも用いられる。
バーチャルYouTuberは活動を終了する際に、YouTubeチャンネルやX（Twitter）などのアカウントを削除や非公開にすることが多い。ライターのシュゴウは、『バーチャルYouTuber名鑑2018』に掲載された約1000人のバーチャルYouTuberが2023年まで何人活動しているか調査を実施。「YouTubeチャンネルのアカウントが削除されていたり、アカウントは残っているものの動画が全削除されていたりするケースも結構多かった」と述べている。古月は活動終了を企業にとってのビジネス上のリスクであると説明している。例として、湊あくあの活動終了に伴って、グッズのキャンセルを受け付けたことやゲーム「あくありうむ。」が開発中止されたことを古月は挙げた。理由として、活動終了後に企業がIPを再活用しないことを古月はあげた。
活動終了の宣言を撤回した事例が存在し、2018年11月15日に、笹木咲は加入したにじさんじゲーマーズ（現にじさんじ）の権利の体制が厳しく、「やりたいゲームをすることができる環境ではなかった」という理由で卒業した。卒業後ににじさんじの運営から「配信面での事情が変わり、私の好きなゲームの配信が可能になった」と連絡があり、復帰のオファーを受けた。これを受け、笹木咲は2019年1月16日に活動を再開している。また、ななしいんく所属の湖南みあは、2024年7月2日にななしいんくを8月31日をもって卒業する、と発表していた。その後、湖南みあは「卒業に向けての活動をしていく中で、応援してくださる視聴者の皆さまからの温かいご声援や応援、また、ななしいんくの仲間たちとの関わりを通して、自身の中で改めてななしいんくでのVTuber活動を継続したい」と思い直し、卒業を撤回した。また、撤回を説明する配信で、自身に借金があることを明らかにし、活動をしながら借金を返済していく決意をした、と思いを明らかにした。
バーチャルYouTuberは活動終了後、新たに別のバーチャルYouTuberとして活動する「転生」を行うことがある（#バーチャルYouTuber化と転身を参照）。
その一方で、バーチャルYouTuberは自身が関わっている事実を公言できないことがある。実績を引き継げない場合があり、キャリアに繋がりにくいことが複数指摘されている。その一方で、春日は「例えば他の業界に就職するとかだったらわからないですけど、でも『にじさんじのこれをやってました』とか、内々で言えば別に全くキャリアにならないわけではない」と指摘している。また、九条林檎は「セカンドキャリアとしてVTuberから裏方に転身される方もいたりするんでしょうか？」という質問に対して「もちろんいないわけではない。我が見聞きする範囲でも、元々VTuberをやっていた人が裏方になったとたまに聞く。」と肯定している。例えば、ななしいんくの運営スタッフとして関わっていた大浦るかこや、クリエイターとしてのりプロに携わっている鬼灯わらべのように、活動終了以降に裏方としてVTuber業界に携わった例もある。
活動終了後に動画やライブに登場した事例も存在する。2022年4月10日に.LIVEが開催したイベント「.LIVE 1st fes. 星物語」で2021年4月29日に卒業した金剛いろはが映像出演した。2024年12月22日にギルザレンⅢ世は自身のYouTubeチャンネルでゲーム「8番のりば」をプレイする配信を実施し、その配信には同年に卒業した鈴鹿詩子、鈴谷アキが登場した。ライターのノンジャンル人生は、「にじさんじを卒業したVTuberがLive2Dの姿で出演するのは異例」であると解説している。2024年にホロライブプロダクションに所属する沙花叉クロヱとワトソン・アメリアが「配信活動終了」を発表した。カバー株式会社は沙花叉クロヱの「配信活動終了」を発表時、公式noteを更新し、「配信活動終了」は「卒業」の一つの形として模索されたものだと説明している。卒業は「一部進行中のプロジェクトを除きすべての活動を終了すること」を指しているが、配信活動終了はその上で「今後も限定的な形での活動をお届けする機会を願う取り組み」となる。なお、このように「卒業」と関連する言及についてはMoguLiveが「各VTuberや企業で言葉の捉え方が違う点には注意が必要」と補足している。

### バーチャルYouTuber化と転身
著名人が、自身の素性を明かしたままバーチャルYouTuberの姿を別プロジェクトとして活用する動きは初期からみられた。例えば、お笑いコンビ「アメリカザリガニ」の平井善之、YouTuberのHIKAKIN、元でんぱ組.incの根本凪のほか、声優民安ともえによるたみー、実況者のガッチマンによるガッチマンV、漫画家佃煮のりおによる犬山たまきなどである。
一方、事務所の方針と自身の望む活動の齟齬などにより「卒業」や「引退」を行ったバーチャルYouTuberの演者では、別企業や個人勢として活動したり、顔出しを行う配信者として活動するなどのセカンドキャリアが模索されている。これらのように、元々クリエイターやアイドルなどとして活動していた者がバーチャルYouTuberになること、またバーチャルYouTuberが辞めて新たな姿と名前で活動することを「転生」と呼ぶ。
特に過去に経歴を持ち、バーチャルYouTuberになった者に対して「転生組」の語が使われることがある。ユーザーローカルが運営する「バーチャルYouTuberランキング」では、「後にVTuber化したYouTubeチャンネル」を転生組として扱い、隔離するカテゴリが存在する。歌衣メイカと天開司は、2018年12月8日にそうした転生組を集めた配信「転生組とはなんぞや【#YOUは何しにバーチャルへ】」を実施し、先端恐怖症、コゲ犬、ふくやマスター、高生紳士が参加した。歌衣メイカは「転生組といういい方は良くないじゃないかと。言うなれば進化組じゃないかと。」などとも言及している。
また、バーチャルYouTuberとして活動する以前の経歴は「前世」と呼ばれる。MonsterZ MATEは2020年のインタビューでコーサカが「『前世』はまじで嫌い。」と前世という言葉を使われることを嫌っていることを明かした。これにアンジョーも同意し、「『前世』はやだね。死んでねえよ！（笑）」と答えている。また、アンジョーは2022年の単独インタビューでは、バーチャルYouTuberとは別の活動も並行して行ってきたことから「僕には前世という考え方がない」と言及している。
マルチクリエイターであるP丸様。は、バーチャルYouTuber四天王の1人である輝夜月として活動していたことを明かしている。また、2023年11月21日に活動を開始したバーチャルYouTuberアーリオ・オーリオ・エ・ペペロンチーノは、「元・四天王」を標榜してデビューした。ライターの浅田カズラは、公式に名前を明らかにしていないことから元のバーチャルYouTuber名を差し控えながらも、転生元を公式にほのめかしている例であると言及している。ライターの本田悠喜はこの「元・四天王」はバーチャルYouTuber四天王を意味するとしている。PANORAを運営する広田はこれと関連して、2023年3月末のミライアカリの引退について言及している。
自身も2018年初頭から活動を行っていたバーチャルYouTuberからの転生を行った経験を持つ九条林檎は、「別名義になったことで活動を続けられた有名な例」としてChumuNoteの名前をあげている。ChumuNoteは、元々はZero Projectに所属するバーチャルYouTuberとして活動していた。その事務所が解散し、自身は失職した。その後バーチャルYouTuberとして転生し、再度活動している。紡音れいが所属していたユニットである épeler（エプレ）に「大人の事情」で新メンバーとして再加入することとなった。
ホロライブに所属していた潤羽るしあは、2022年2月24日に情報漏洩などの理由で契約解除された。ニコ生主などとして活動してきたみけねこはKAI-YOUの報道で「潤羽るしあさんとの関係性を直接公表していないものの、ツイキャスなどの配信内で、自身が『潤羽るしあ』であるかのような発言を行っている」と記述し、「『潤羽るしあ』の中の人と噂される人物」であると紹介されている。また、OTONA LIFEでライターで編集者のいしばしいちろうも、みけねこを「潤羽るしあ」の中の人と噂される人物であると言及した。一方でITmediaでライターの松浦立樹とJ-CASTはみけねこが「潤羽るしあ」として活動した人物であると断定している。
転生や前世に関する話題は、タブー視されることがあるが、春日によると「声でわかったりするわけじゃないですか」と声で判別できる可能性について述べている。古月によると、キャラクターデザインはイラストレーター、CGモデラーなどから権利を買い取り、企業に帰属するように契約書に定められていることが多く、これが転生の一因になっているという。一方、2024年現在では、元774 inc.でぶいすぽっ!に移籍した小森めと、株式会社ICTからあおぎり高校に移籍した萌実およびエトラ、ななしいんくから独立して個人勢となった周防パトラなどのように、そのままの名義で移籍や独立する例も見られつつある（#個人活動と所属活動も参照）。

### 収益とコスト
活動を通じて収益を得ているバーチャルYouTuberもいる。収益源の例として、動画プラットフォームからの収益（広告収益、投げ銭）、ファンクラブ、コミッションサービス、グッズ販売、音声作品、イベント、音楽販売、タイアップやプロモーションなどがあげられる。このうちYouTubeの広告収入とスーパーチャットが主となることがある。収益化をしているバーチャルYouTuberは少数である。
バーチャルYouTuberの中には、兼業や別の活動をする者もいる。兼業するバーチャルYouTuberを「兼業VTuber」と括ることがある。草野虹によれば、兼業する者の方が多く、バーチャルYouTuberを専業にする者は少ないと指摘している。また、朝ノ瑠璃は2022年の対談で「これからVTuberとしてデビューして専業化したい方がいたとして、そういった方々にどのように声をかけますか？」という質問に「『遅い！』って言っちゃいます。」と答え、また今酒ハクノは「もし今からVTuberデビューするなら、まず兼業からですね。」と答えている。
渋谷ハルによると、2019年時点でファンがバーチャルYouTuberに投げ銭をした場合、プラットフォームによる手数料、事務所に所属していた場合は事務手数料が差し引かれ、手元に残るのは50%から70%ほどになると述べている。YouTuberの分析およびランキングを掲載するPLAYBOARDは、2024年にバーチャルYouTuberがスーパーチャットをいくら売り上げたかをランキング化しているこれによると。1位は湊あくあで8215万7022円、上位10人に入ったVTuberのスーパーチャット総額の合計値は5億191万8291円であると紹介している。朝ノ瑠璃は先述の対談で「VTuber文化を知らない方から『VTuberさんってスーパーチャットでガツガツ稼いでいるんでしょ？』といった素朴な質問をもらうことがある」という話を受けて、「VTuberガツガツが稼いでるってのはものすごい勘違いですね（苦笑）。基本的にYouTubeからはスーパーチャットとメンバーシップの割合が大きくて、動画アーカイブからの広告収入は微々たるものという印象です。」と述べている。
コスト面では、参入障壁は低いが、制作費など一定額かかり、ある程度の認知を獲得するには初期投資や営業費用も必要になる。J-CASTは諸費投資について言及した動画についてまとめている。天使エルの場合、アバターが100万円、パーソナルコンピュータ（PC）が20万、マイクロフォンやオーディオインターフェースなど音響機器が20万円、イラスト依頼料で30万円、広告費20万円、その他ロゴなど依頼料に40万円と合計230万円がかかったという。また、宇井葉宙の場合、モデル代に30万円、PC2台で40万円、マウスやキーボードで8万6,000円、マイク周辺機器で6万3,000円、PC用デスク1万2,000円、他合計で100万円以上かかったとショート動画で明らかにした。輪廻の場合は、モデリングソフト代で2,000円であり、もとより機材を所有していたため安価で済んでいる。

### 音楽
音楽活動を行うバーチャルYouTuberもいる。特に歌を専門とするバーチャルYouTuberは、前記の通りバーチャルシンガー（Vシンガー）と呼ばれることも多い。歌ってみたを投稿や配信したり、オリジナル曲を製作し、シングルやアルバムを発表する者、音楽レーベルと契約しメジャー・デビューする者もいる。古月によると、2023年10月現在はバーチャルYouTuberがメジャーデビューをしているレーベルは10社で実例があるという。『VTuber学』では例として、YuNi、富士葵、かしこまり、KMNZ、花譜、HIMEHINAが挙げられている。
KAMITSUBAKI STUDIOプロデューサーのPIEDPIPERは、Vシンガーにはアーティストとしての側面とともに、IPコンテンツ的側面がある、と指摘している。
ライターの小熊史也はKAI-YOUのインタビューで富士葵を「歌系VTuberの草分け的存在」としている。2017年12月8日、富士葵が「【Aoiの自己紹介】YouTuberはじめました!はじめまして!」を投稿し、活動を開始した。富士葵はコンセプトを歌と応援とし、2017年当時としては珍しい「歌ってみた」を中心に活動するバーチャルYouTuberとして登場。2017年12月15日に富士葵は初めて歌動画をYouTubeにアップロードした。日本のロック・バンド、RADWIMPSが制作した映画『君の名は。』のエンディング曲「なんでもないや」を歌い、インターネット上で話題となった。
バーチャルYouTuberの楽曲のミュージックビデオの中には、再生数1億回を越える動画も登場している。しぐれういの「粛聖!! ロリ神レクイエム☆」は、2022年5月25日に発売されたアルバム『まだ雨はやまない』の収録曲としてリリースされ、2023年9月10日にミュージック・ビデオがYouTubeにて公開された。この楽曲は2024年6月18日にバーチャルYouTuberのオリジナル楽曲で史上初となる1億回再生を達成した。ホロライブの星街すいせいによる「ビビデバ」は、2024年3月23日にデジタルリリースされ、8月7日にCDリリースされた。11月13日に再生数1億回を越え、12月に発表された日本国内のYouTubeで再生された楽曲で8位を記録した。
バーチャルYouTuberの楽曲はTikTokで流行することがある。例えば、湊あくあ「あくあ色ぱれっと」ではTikTokが発表した2022年の上半期トレンド大賞にノミネート。ぼっちぼろまるの「おとせサンダー」は、2022年の年間「TikTok Songs Chart」で首位を獲得。「刀ピークリスマス2022」はピーナッツくんが剣持刀也に向けて2022年に送った楽曲であり、2023年1月末にはモーニング娘。、あの、本田翼などの著名人も使用した。儒烏風亭らでん「まいたけダンス」はガジェット通信主催の2024年発表のネット流行語大賞で金賞を獲得している。このほかにも多数の流行曲が存在する。
なお、バーチャルYouTuberを自称していないが、「バーチャルYouTuberランキングに入りたい」旨を話したP丸様。は、2021年3月17日に「シル・ヴ・プレジデント」をリリースした。2021年5月ごろにインターネット・ミーム化し、TikTok上でインフルエンサーを中心に楽曲を使用したフィンガー・ダンスの動画投稿が行われ、「TikTok流行語大賞2021」にノミネートした。ミュージックビデオは、 リリースと同時に公開され、2024年9月に1億回再生を記録した。
バーチャルYouTuberが制作した楽曲はカラオケに配信されることがある。また、バーチャルYouTuber事務所は、カラオケチェーンとタイアップを行い、楽曲を収録させるケースもみられる。
「THE MUSIC DAY」や「FNS歌謡祭」のような地上波の大型音楽番組に、VTuberが出演するケースも増えてきている。

### ライブ
ライブやイベントのチケットも、VTuber業界における重要な収益のもととなっている。

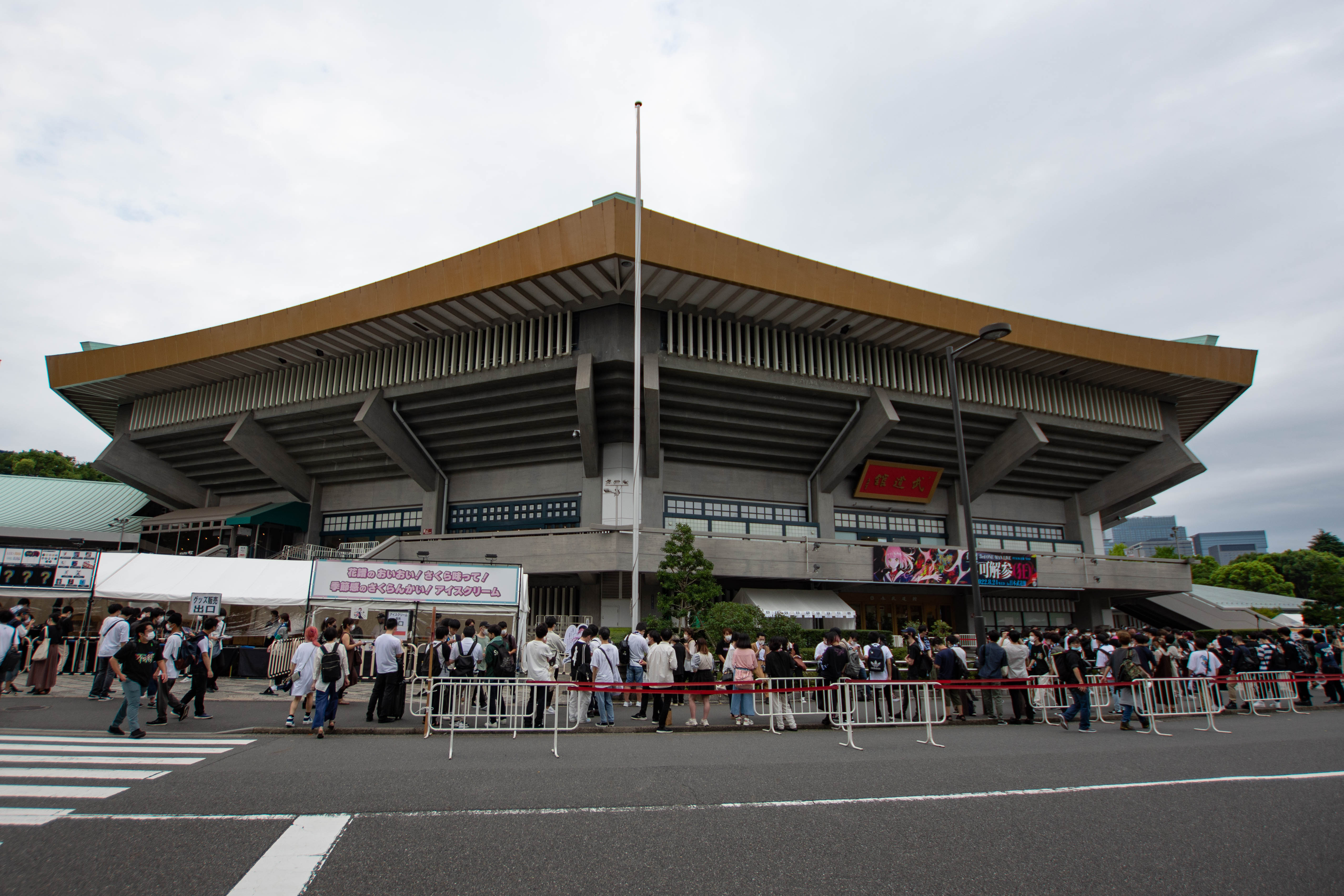
日本武道館で開催された花譜のワンマンライブ「不可解参(狂)」の様子（2022年）。

バーチャルYouTuberはバーチャルの存在ながら、VRライブだけでなく現地でのリアルライブも開催されている。2018年にはVR映像を用いたライブ配信が主体だったものの、4月に行われた響木アオによる有観客ライブのように、すでにバーチャルYouTuberのリアルライブが開催されていた。2018年8月にソーシャルVR「cluster」上で行われた輝夜月のVRライブ「輝夜月 LIVE＠Zepp VR」は、VRゴーグルを装着して好きな位置から見られるという新しい施策であり、これがVTuberによるVR空間上での音楽イベントの先駆けであるとされる。また、同年12月に開催されたキズナアイによる『Kizuna AI 1st Live "hello, world"』はリアル会場での大規模な音楽イベントとして初めてだったとされる。ライターの森山ド・ロは、技術面の難しさにもかかわらずリアルライブにこだわりを持つVTuberの存在によりリアルライブは継続的に行われ、「VTuber＝VRライブ」というイメージが定着しなかったと述べている。KMNZがm-flo主催イベント「m-flo presents “OTAQUEST LIVE”」に出演するなど、他のアーティストとのクロスオーバーも行われてきた。2020年にはコロナ禍の影響を受けてリアル会場でのイベント企画が困難を極めたため、有料オンライン配信などが施策された。2022年8月には、KAMITSUBAKI STUDIOの花譜がバーチャルYouTuberとして初めて日本武道館で単独ライブ『不可解参(狂)』を開催した。広田は、これまでバンドやアイドルグループの活動目標として掲げられていた日本武道館における公演をVTuberである花譜が行い、7,000人を集客した事例は、VTuber業界において音楽シーンが拡大したことを意味すると指摘している。
ライブにおいては、バーチャルYouTuberはキャラクターで登場するケースがほとんどである。一方、「魂」を隠す文化があるバーチャルYouTuberの慣習に反し、特にバーチャルシンガーでは2021年頃からバーチャルとリアル両方の姿で活動する流れが現れ、2021年11月にはSINSEKAI STUDIOのバーチャルガールズグループVALISが初のワンマンライブにて顔を隠しながらも生身でパフォーマンスを行った。2022年2月からはYuNiがセルフプロデュースプロジェクト「cyAnos」を始め、リアルの姿を見せるようになった。七海うらら、長瀬有花のようにバーチャルYouTuberが生身でステージに登場するケースは増加している。中の人が大きなサングラスをかけてステージに登場するような演出もみられる。生身を隠さない流れは特に2024年以降顕著となり、2024年1月には花譜がワンマンライブ『怪歌』にて「廻花」として本人を映したシルエット姿でステージに登場した。音楽以外でも、おめがシスターズのように顔を隠した生身で動画に登場し、バーチャルに実写を合わせた表現が行われることがある（#外見も参照）。

### ご当地VTuber
自治体の広報活動でもバーチャルYouTuberが活用されている。地方の魅力や情報を発信、PRするVTuberをご当地VTuberという。2018年8月3日、自治体では初の公認となる茨城県公式バーチャルYouTuberとして、茨ひよりが発表され、以降バーチャルYouTuberがさまざまなかたちで自治体とコラボするケースが増加した。2021年に埼玉県公認の観光PR企画「埼玉バーチャル観光大使」のオーディションが実施され、春日部つくしが選出された。2022年には高知県四万十市観光大使に花琴いぐさが選出。2023年には、静岡県沼津市「ぬまづの宝100選」広報大使に西浦めめ、北海道釧路市「Cool釧路市観光大使」に鬼霧シアンが認定。2024年には長崎県長崎市で長崎のバーチャルYouTuberグループ、V-NYARENが「長崎創成プロジェクト事業」の認定を受けている。

### AVTuber
バーチャルYouTuberの中には、映像または音声で性的表現を行う者がいる。これらを俗に「AVTuber」と呼び、PinkPunkPro、「セキララでもいいよ。」、発情レジデンスなど事務所も設立されている。中でも柚木凛は業界初のAVTuberとされており、えちもちプロダクションに所属していた。なおキズナアイの考案者である松田純治は、過去にますかれーど、こねくとぴあというAVTuber事務所に関わっていた。古月によると、AVTuberにとってBANは当たり前になっており、ピンキーWEBへのインタビューでは、BAN後の対応として別プラットフォームへの移住が行われることがあることについて語られている。世界的に知られるAVTuberのひとりにプロジェクト メロディがいる。

## 外見・中の人

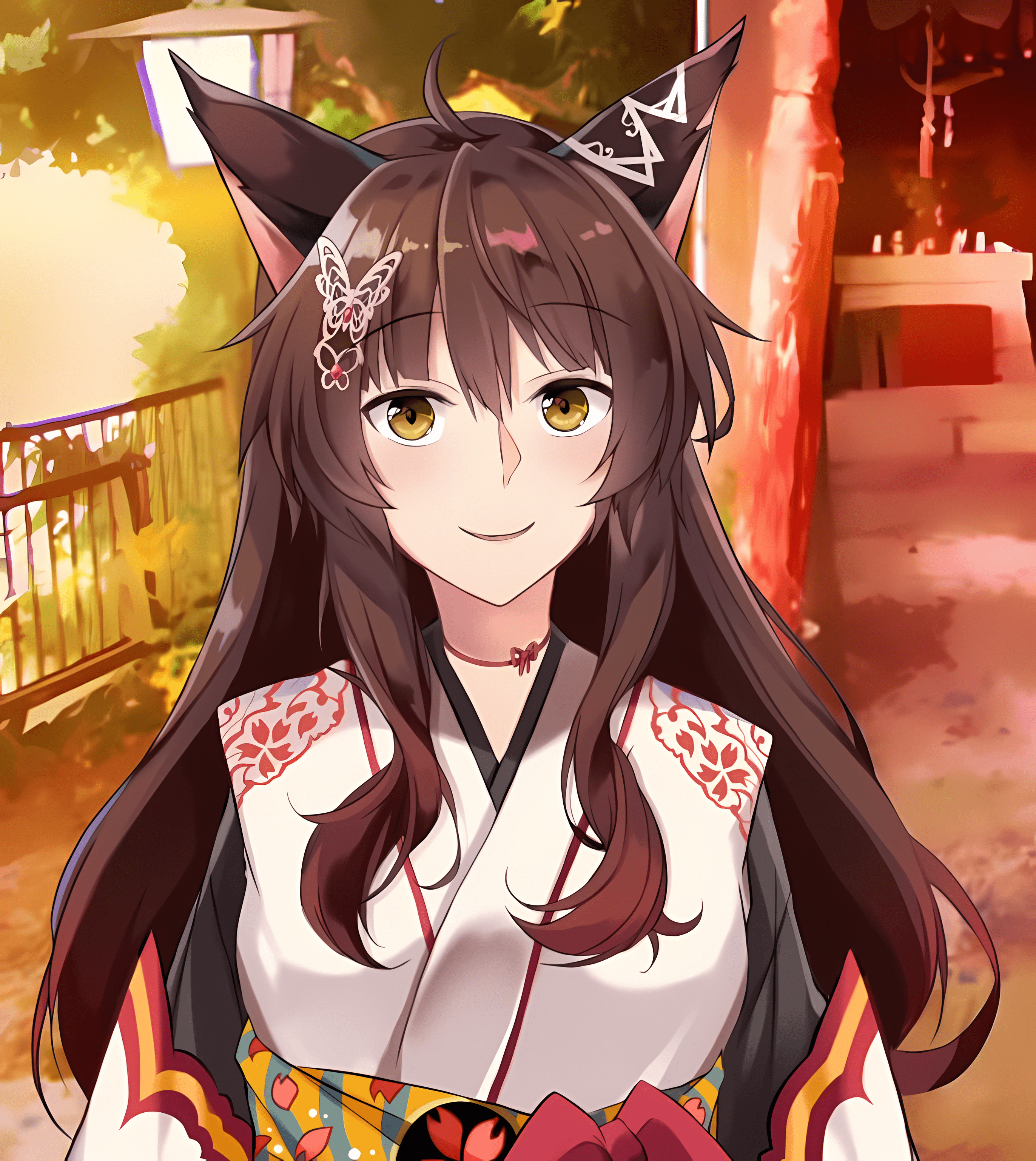
にじさんじ所属のフミ、2Dモデル（2019年、CCライセンスで公開）。

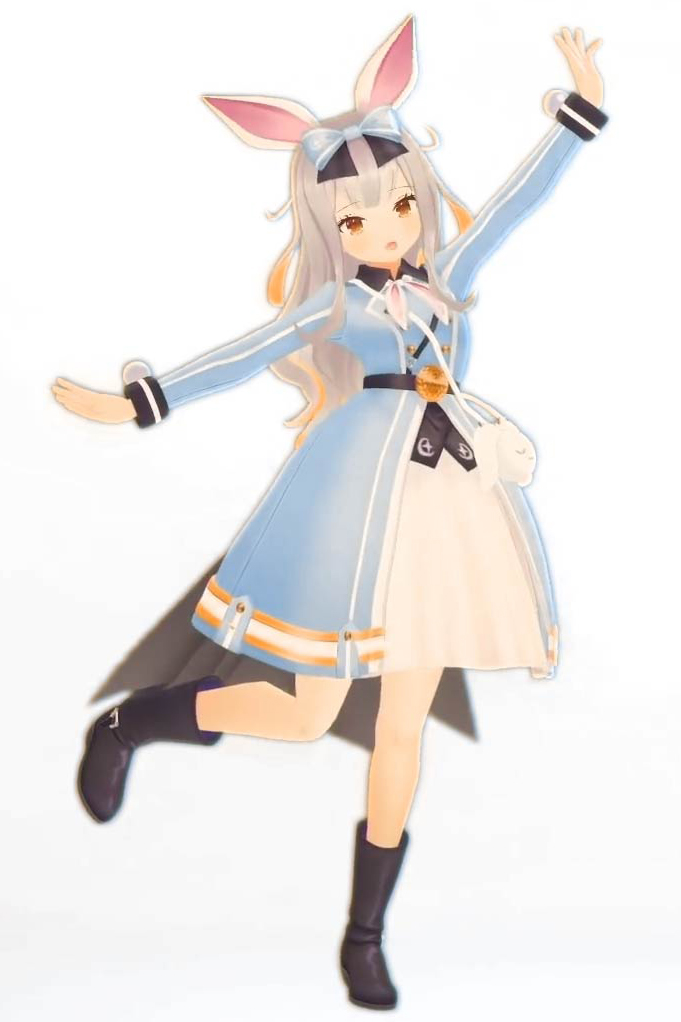
ライヴラリ所属の餅月ひまり、3Dモデル（2020年、CCライセンスで公開）。

バーチャルYouTuberのモデル（キャラクター）デザインは、しばしば「ガワ」や「肉体」と呼ばれ、バーチャルYouTuberのモデルを操作する者を「中の人」、「演者」、「魂」などと呼ばれる場合がある。
バーチャルYouTuberにおいては中の人に関わる言及や話題はタブー視されることがある。泉は中の人という言葉を「禁句のようだが」と触れつつも、業界の本流を成しているタイプは「『中の人がそのままVTuberなのだ』と思わせる活動」を多くはしていると述べ、その逆に「VTuberに『なる』」前の肩書きが公表されるタイプと区別している。事実、中の人が公表されるケースは存在し、例えばMonsterZ MATEのアンジョーはun:c、コーサカは高橋はしやんと明かされている。また、2020年にヤミクモケリンはプロデューサー兼中の人を名乗る最善啓が動画に登場した。虹河ラキも2020年の卒業配信で声優の八木侑紀が演じていたことを八木自身の姿を見せつつ明かした。これについてライターのShuto Uchimuraは「視聴者の多くも驚きを隠せない様子だったが、温かく受け入れられ、中の人・VTuber・そのファンとの新しい関係性を提示した出来事だったように思う。」と評価した。琴吹ゆめは、2022年に自身が声優の飯塚麻結であることを明らかにし、ライターのゆがみんは、活動をはじめた後に公開することを珍しいと言及している。

### 外見
バーチャルYouTuberの外見は見る者にとって重要な要素である。必ずしも人型である必要はない。人型ではないバーチャルYouTuberの実例として、にじさんじのでびでび・でびる（悪魔）、黒井しば（柴犬）、ルンルン（謎のいきもの）がいる。
北村によると、バーチャルYouTuberは生身の身体や顔を基本的に晒さないため、匿名性が担保されているとし、「ファンは『中の人』を永遠に知り得ないことを理解している」という点が声優との相違点であり、中の人との関係性が切り離されていると指摘している。
演者がキャラクター（アバター）のペルソナに対して反映されるのは、キャラクターの声だけでなく、演者が笑えばキャラクターも笑い、身振りや手振りも画面上にそのまま再現される。この特徴により演者は、キャラクター（アバター）の見た目で興味や関心を表せるうえに、現実の身体や容姿を気にせず活動できる。バーチャルリアリティの専門家である廣瀬通孝は、プロテウス効果により、キャラクター（アバター）の容姿は思考や行動にも影響を与えると述べており、今までにない身体のあり方を実現できるので、自己表現をする手助けする一助になる可能性があるとしている。キャラクター（アバター）としてのバーチャルYouTuberの容姿は老いず、いつまでも同じ姿を保ちうる。また、番組や企業に合わせて理想的なキャラクターの容姿にすることや時代に合わせてデザインを変更することも可能である。
バーチャルYouTuberのCGモデルは2次元（2D）と3次元（3D）がある。
バーチャルYouTuberのキャラクターモデル制作にあたっては、設定を決め、キャラクターデザインを作成し、それを基にしてモデルを制作する。バーチャルYouTuberのキャラクタービジュアルを担当したイラストレーター、キャラクターデザイナーのことを「ママ」、モデルを作成したモデラーを「パパ」と呼ぶことがある。なお、泉によるとママと呼ぶことを定着させたのは輝夜月であるという。
2022年6月30日にアバター作成サービス、Vカツがサービスを終了した。サービス終了後はVカツにて作成したアバターは使用できなくなり、Vカツ製のアバターを用いている場合については別のアバターを使用する必要があった。例えば、MaiR（旧名義: 星乃めあ）は初期にVカツのモデルを使用しており、その当時のグッズを2022年7月以降販売できなくなった。Vカツのサービス終了についてライターの浅田カズラは、「アバターが諸事情によって使用不可となり得るという問題は、今後も少なからずつきまとうだろう」と言及している。
バーチャルYouTuberの中には、生身（「リアルの身体」「リアルな姿」ともいう）を使い、実写映像を投稿する、音楽ライブに参加するなどの活動を行う者がいる。アニメーション映画『竜とそばかすの姫』に登場する表現にちなみ、「オリジン」と呼ぶこともある。ライターのたまごまごは2024年に、こういった形で活動を行う者が増加してきていると指摘している。古月、すらは「現実的なVTuberの身体のこと」を「フィジカル」と呼んでおり、古月によると、「FleshTuber」という語も日本国外で生まれているという。また、まるで実写のような姿を「超美麗3D」と呼ぶことがある。体の一部分（顔など）のみをCGとの合成映像にしたバーチャルYouTuberを「部位チューバー（部位Tuber）」と呼び、おめがシスターズなどが行っている。
また、パペットを使う例（例えば、甲賀流忍者!ぽんぽこ、ピーナッツくん、高い城のアムフォ）、着ぐるみを用いる例もある（例えば、甲賀流忍者ぽんぽこ、ピーナッツくん、深層組）。

### 受肉とバ美肉
絵や3Dのモデルを手に入れることを「受肉」と呼ぶことがある。バーチャルで美少女のモデルに受肉することは「バーチャル美少女受肉」ないし「バーチャル美少女セルフ受肉」と呼ばれ、バ美肉という略称で広まっている。バ美肉の原義は「バーチャル美少女セルフ受肉」であり、（男女にかかわらず）自分で描いた美少女に受肉することを指していた。のちにより広義となり、自作に限らずバーチャルの中で美少女となることを指すようになった。また、バ美肉を行う男性である「バ美肉おじさん」が著名となり、男性に限定してバ美肉と呼ぶことも多い。バ美肉は、声を女性のように変えるためにボイスチェンジャーが用いられることや、両声類と呼ばれる男性の声と女性のような声を使い分けをする者もいる。バ美肉を行っているVTuberとしては、魔王マグロナ、兎鞠まり、オニャンコポンなどが知られる。
なお、2018年4月8日に月ノ美兎はTwitter（現、X）にて、その前日のニコニコ生放送の配信において初めて3Dモデルを用いたことに対して「受肉」と表現しており、「バーチャル美少女受肉」はその発言に関連して生まれた用語であると泉が推察している。月ノ美兎は2018年10月8日の配信において、バ美肉を行ったバーチャルYouTuberである竹花ノートと対談した際、「『バーチャル美少女受肉』っていう単語があるじゃないですか。その『受肉』っていうのを私がまさに3Dといった立体的なね、立体的な感じの姿を享受したときに『受肉』という表現を使ったんですよ。それがさりげなくこう組み込まれてる感じがしてるんですけど、わたくしが受肉って起源を名乗ってもいいかな？」と述べたところ、竹花ノートはこれを肯定した。

## 技術

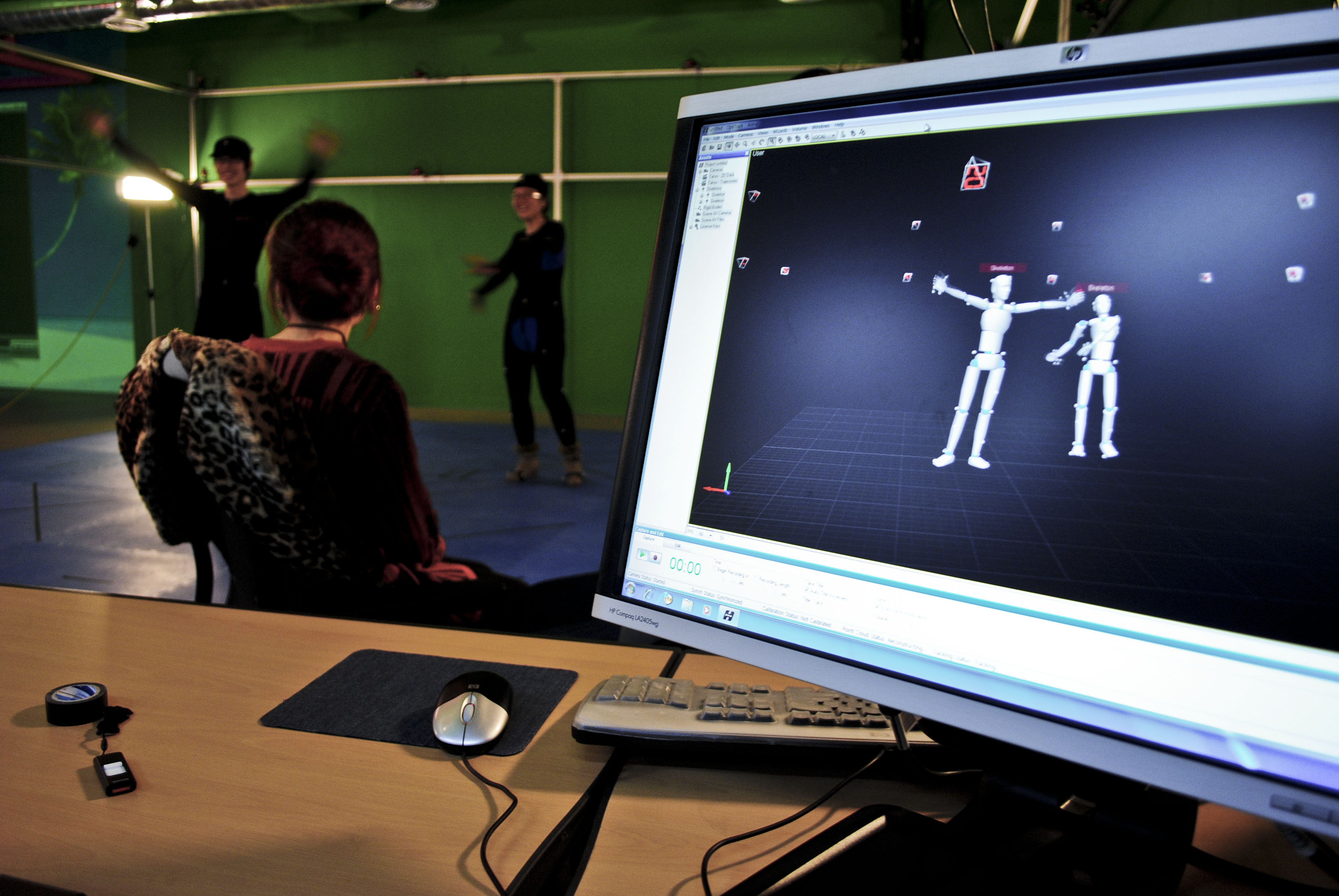
グリーンバックの前でモーションキャプチャを行っている男性2人（奥）。人間が動くと、右側のPCに動きが入力され、CGに反映される。（2011年撮影）

バーチャルYouTuberのモデルの制御には、フェイス・トラッキング（フェイシャル・トラッキング）、パフォーマンス・キャプチャを組合したモーションキャプチャが使われる。バーチャルYouTuberが配信するためにはキャラクターと映像を動かす必要があるため高性能なグラフィックボードを搭載したパーソナルコンピュータ（PC）が必要となる。このほかにも音声を提供するためのマイクロフォンやオーディオインターフェイス、顔を認識させるためのカメラが必要とされている。その一方で、スマートフォン向けのアプリケーション（アプリ）も登場しており、アプリ上で自分のキャラクターを作成し、スマートフォンのカメラやマイクを利用して、自分の動きや音声を反映させることが出来る。このため、バーチャルYouTuberを始めるための初期費用はスマートフォンを用いる場合については低く、高精細なモーションキャプチャを用いる場合については前述の様に専門的な機材が必要となる。
バーチャルYouTuberにおいて、2Dモデルのメリットはコストと技術的なハードルの低さがあげられる。バーチャルYouTuberの2DモデルについてはLive2Dがよく用いられる。Live2Dは人の動きに合わせて物理演算をし、キャラクターの髪の毛や服の揺れを表現することができる。Live2Dモデルを動かすためにはトラッキングソフトと呼ばれる、人の目の開閉や顔の向きなどを読み取るソフトウェアが必要となる。使用されるトラッキング・ソフトウェアの例として、FaceRigや、VTube Studioなどが挙げられる。また、ソフトウェアの入力にはiPhoneやWebカメラが使用される。Live2Dモデルを制作するには目や口などパーツごとにレイヤー分けされたPSD形式になったイラストを必要とする。Live2D用のイラストを描く際にはCLIP STUDIO PAINT、Procreate、Adobe Photoshop、FireAlpaca、ペイントツールSAIが使われることがある。
3Dモデルの制作にはBlenderやMetasequoia、VRoid Studioなどの3Dモデリングソフトウェアが用いられる。リギングやスキニングといったキャラクターのセットアップにはUnityやUnreal Engineが使用される。また、3Dのトラッキングソフトウェアの例としては、FaceRigやその後継であるAnimazeが例に挙げられることがある。
モーションキャプチャ・デバイスにおいては、mocopi、Uni-motion、StretchSense Studio Gloveなどが専門メディアに紹介されている。mocopiはスマートフォン、PC双方に接続可能であり、3Dモデルだけでなく、Live2Dのモーションキャプチャにも対応している。StretchSense Studio Gloveは手と指の動きを捉えるグローブ型のモーションキャプチャーデバイスであり、Windows搭載PCと接続できる。
バーチャルYouTuberはより精細な全身の動きを反映するためにモーションキャプチャスタジオを用いて収録、配信、ライブ開催を行うことがある。用いられるデバイスでは、OptiTrackやVICONなどが用いられ、貸し出しを行っているスタジオもある。一方で、事務所では自社でスタジオを設立するケースもある。
バーチャルYouTuberのフェイス・トラッキングは、中の人の口の動きと、モデルの口の動きに不一致感を感受させ、動きを再現出来ていないことがある。これについて北村はこの「『不一致』こそがキャラクターの向こうにいる『中の人』の存在をリアルにしているともいえる」と述べている。日経トレンディの臼田正彦は、モーショントラッキングやフェイストラッキングに必要になる機材の低価格化や技術面での発達がVTuberの背景にあると解析している。ライターの津久井箇人はこれらの背景と「さまざまな要因が重なって、2017年末頃から『VTuber』の台頭を加速させた」と指摘している。モーショントラッキングの技術を使用すれば、現実世界でファンとキャラクターが対話を行うという演出も可能となっている。例えば、2019年3月に池袋HUMAXシネマズで行われたYuNiのライブ、『UNiON WAVE - 花は幻 -』では、ライブ会場と離れた秋葉原にあるバルスのスタジオでリアルタイムでトラッキングしたデータを会場に配信した。これにより、実際に会場にいる観客らにはその場にYuNi本人がおり、自然な掛け合いをしている様子を見せていた。なお『日経業界地図 2023年版』では、有望な100の技術として「VTuber向けモーションキャプチャ」を選出している。
バーチャルYouTuberの配信ソフトにおいては、OBS Studioが広く使われている。OBS Studioでは、モデルと映像を組み合わせることができ、動画の作成や生放送が可能になる。

### バーチャルYouTuber向けに開発された技術
バーチャルYouTuberには、バーチャルYouTuber向けとして開発された新興のアプリケーションやプラットフォーム、アプリケーションおよびプラットフォームの新規機能が存在する。ドワンゴは、複数バーチャルYouTuber向けのアプリケーションを自社・共同で開発している。例えばバーチャルキャストは、VR空間上で生放送を行うことが出来るサービスである。空間上では好きなキャラクターとなり、VR空間上でコミュニケーションがとることが出来る。S-courtと共同開発したカスタムキャストでは、スマートフォンでキャラクター作成や配信を実現することを可能にした。バーチャルYouTuberなどで活用されてる3Dモデルにおけるファイルフォーマットとして、VRMが提唱された。VRMは、対応アプリケーション全てにおいて同じモデルデータが使えるというプラットフォーム共通のファイル形式である。プラットフォームを超えた自由なコラボレーション実現の一助となることを目指している。2018年にゲーム展示会、E3で電脳少女シロが来場者インタビューにレポートする生放送を行った。この際、使用されたのはドワンゴが開発したAR撮影システムである。このシステムはバーチャルキャラクターが実際にその場に存在しているかのような映像をリアルタイムに生成、合成することで屋内外どこでもキャラクターを生出演することを可能とし、現実空間上での出演を実現した。

### AITuber
VTuberと人工知能（AI）を組み合させた造語「AITuber」なる語が存在する。AI VTuberとも表記されることがあるこの語は、ライターのすら、松XR、古月、ゆがみんはAITuberがバーチャルYouTuberのうちであると述べている。一方でOne Acreの折茂腎成は、「AITuberの定義づけは難しい」と前置きをし、「VTuberのような身体に人工知能が完全に入っていて、人間が関与することなく独立して、YouTubeやTikTok、Instagramなどで配信ができる状態のものをAITuberと呼んでいいと思っています。」と言及している。AITuber開発者の阿部由延は著書「AITuberを作ってみたらプロンプトエンジニアリングがよくわかった件」（2024年）にて、AITuberを「AIにVTuberをさせてしまおうという試みが『AITuber』です。」とチャプター1で説明しているが、チャプター8においては「AIがYouTuberになる携帯をAITuberと言います〔ママ〕」と解説しており、「AITuberを作ってみたら生成AIプログラミングがよくわかった件」（2023年）においては「バーチャルの身体を用いたAIが配信するYouTuber」と、人が登場しないことからVTuberと対する存在であると説明している。
AITuberが話題になったのは2023年年初頃であり、Neuro-samaというAIが取り上げられた。Neuro-samaは、ゲームプレイや視聴者との交流などができ、他のAITuberにおいても実現可能な領域とされる。また、先駆的存在として紡ネン、AIずんだもん、あざいるぅか、妹尾もきゅ子の名前があげられることがある。紡ネンを開発したPictoriaは、AITuber事務所、AICASTを設立している。AIのりんなをAITuberとして活動させる試みもみられる。

## 受容と市場
CA Young Labなどの調査によると、YouTuberの広告やグッズなどの売り上げを合わせた市場規模は2018年には300億円を記録しており、同社の石塚翔吾によると同年のバーチャルYouTuberの市場規模はそのうち10〜20億円程度とみていた。
グローバルインフォメーションはQYリサーチの2024年の調査で、世界のバーチャルアイドルおよびVTuberの市場規模を約2550億円と試算しており、2030年までに約7,548億円に拡大すると予測している。市場は日本、中国、アメリカ合衆国、インド、韓国の順に大きく、最も大きい日本の市場は約1,103億3,800万円、次ぐ中国は約452億5,600万円、さらに次いでインドは111億9,000万円を試算している。
2022年6月に、にじさんじを運営するANYCOLORは東京証券取引所グロース市場に上場。2023年3月には、ホロライブプロダクションを運営するカバーが東京証券取引所のグロース市場に上場した。
2017年にバーチャルYouTuberは爆発的に人気を獲得している。北村匡平はこの理由としてスマートフォンの保有数の増加を指摘した。総務省の2019年の「通信利用動向調査」の情報通信機器の世帯保有率の推移によると、2017年の20代から30代の人々の保有率は90%から95%に達している。これを基に「若者を中心にテレビからスマートフォンに試聴媒体が移行し、移動・隙間時間にスマートフォンを見る時間が圧倒的に長くなった」と述べ、YouTuberの親密な関係を築くことで芸能人よりも「身近な存在」と感じさせた、と考察している。
2019年のKDDI総合研究所の横田健治の調査によるとバーチャルYouTuberのファン活動はアイドルとアニメ文化に深く根ざし、認知率と視聴経験率は、同世代の男女では男性の方が高く、若い年齢ほど高いといい、北田はキャラクターへの萌えとアイドル的な人気からオタク層の支持が高いと指摘している、草野虹によると、バーチャルYouTuberの需要層は2024年においては、おおむね10代から20代の男女から支持されているという。ばあちゃるによると「最初は圧倒的に男性ファンが多かった印象」にあり、ニコニコ動画のユーザーが多かったといい、そこから徐々に一般層にも浸透し、「女性の方もVTuberを見るように変化していったように感じる」と述べている
バーチャルYouTuberの受容は2020年の新型コロナウイルス感染症の世界的流行によるコロナ禍で発したインドアにより大きく拡大した。草野虹は、インドアでの生活で動画共有サイトの視聴する人が増加し、バーチャルYouTuberに恩恵をもたらしたと指摘している。。また、ライターの杉山仁はこの2020年の受容の変化において、「重要な役割を果たしたのがホロライブ」であると指摘。配信から生まれたミームが日本以外の様々な地域でも人気になり、普段の配信にも多様な言語のリスナーが増加したという。カンバンクラウドの古田拓也によると、2020年にはGoogle Trendsの「Vtuber」の検索人気度は欅坂46と同等の水準に迫っていると分析した。注意として「Vtuberは足元で1万人以上も存在しているため、これらが束となってようやくこの水準という見方もできる点には留意すべきだ」とも述べていた。myrmecoleonはYouTubeでの動画等の投稿数はコロナ禍以降加速したと分析している。
人気を集めるバーチャルYouTuberの中は、100万人以上のYouTubeチャンネル登録者数がいる者もおり、数万人のユーザーが視聴する配信もある。また、C-stationの野澤智行は「一部のメジャー勢と多数のマイナー勢に分かれる市場構造は、ご当地キャラやプロレスラーと同様」であると述べている。
WWDJAPANは2024年のVTuber特集で「まだまだマスに浸透しているとは言い難い」と評価しており、特に30代以上は触れたことがない人も多いと指摘している。カバー代表の谷郷元昭（YAGOO）もまた雑誌『AERA』で同年に「まだまだ世間に浸透しているとは感じていません」と述べている。
バーチャルYouTuberは世界から需要を集めている。中山淳雄の2024年の発言によると「英語で雑談や『歌ってみた』を展開するタレントが海外ファンを虜にし、北米やアジアなどのキャラクターショップでは売上1位2位がVチューバーという店舗も少なくない」という。
雑誌『AERA』の福井しほによると、バーチャルYouTuberの世界での人気の高まりの背景はアニメ市場が伸びていることを指摘。日本総合研究所の調査で2012年に1兆3000億円だった市場は2022年に2兆9000億円に拡大。「アニメキャラクターがリアルで生きているような表現ができるVTuberはひときわ存在感」を放っていると評価した。
バーチャルYouTuber／VTuberの語は、2018年にガジェット通信主催のネット流行語大賞で金賞を受賞している。また、関連語においては2022上半期に壱百満天原サロメ、2024年に「まいたけダンス」が金賞を受賞している。ネット流行語100においては2018年にバーチャルYouTuberの語がトップ20単語賞において、2位を記録。また、関連語では電脳少女シロ（5位）、月ノ美兎（7位）、にじさんじ（9位）、ばあちゃる（14位）、キズナアイ（18位）と5語が同賞を入賞した。2019年においては、にじさんじが年間大賞を受賞し、バーチャルYouTuberはトップ20単語賞で18位を記録した。三省堂、「辞書を編む人が選ぶ『今年の新語2018』」においては、VTuberの語が5位に受賞している。Yahoo! JAPANが公開する「Yahoo!検索大賞2018」では、VTuber、月ノ美兎があるほか、関連語が複数ノミネートした。
スパイスボックスの2020年の調査、「学生が注目している企業200社リスト」によるとSNS上で話題になった学生の注目企業のうち上位を占めるエンゲージメント1万を超えた企業として、バーチャルYouTuber関連事業を展開するいちからとカバーが名をあげた。

### 総数
バーチャルYouTuberの数は増加傾向にある。2020年現在でバーチャルYouTuberの市場はレッド・オーシャン状態にある。しかしながら、バーチャルYouTuberの数が増加しても1人の1日あたりの動画再生数は伸びず、ファンが1日に見る動画数は限られているため、供給過多の状況にあり、ファンの取り合いをしているといえる。
ユーザーローカルは、バーチャルYouTuberの総数が2022年11月28日に2万に達したと発表した。myrmecoleonは、この数は同社がバーチャルYouTuberのYouTuberチャンネルを集計する「バーチャルYouTuberランキング」を運営しており、主要なチャンネルと申請があったチャンネルをカウントしていると推定している。広田によると、このユーザーローカルの総数はYouTube以外のプラットフォームは入っておらず、バーチャルYouTuberランキングに登録していないバーチャルYouTuberも存在しているため、全体を網羅しているデータとは言い切れないと主張している。なお、ユーザーローカルが2018年1月末から7月末にCyberVと協力したデータによると、バーチャルYouTuberの人数は181人から4475人と、4000人以上拡大。1日当たり平均約20人が登場していた。
| 時点           | レコード | 出典    |
| -------------- | -------- | ------- |
| 2018年1月31日  | 181      | [ 402 ] |
| 2018年2月28日  | 517      | [ 402 ] |
| 2018年3月19日  | 1,000    | [ 404 ] |
| 2018年4月27日  | 2,000    | [ 404 ] |
| 2018年5月28日  | 3,000    | [ 404 ] |
| 2018年7月10日  | 4,000    | [ 404 ] |
| 2018年8月6日   | 4,475    | [ 402 ] |
| 2018年9月12日  | 5,000    | [ 404 ] |
| 2018年12月19日 | 6,000    | [ 404 ] |
| 2019年2月21日  | 7,000    | [ 404 ] |
| 2019年9月5日   | 8,000    | [ 404 ] |
| 2019年9月5日   | 9,000    | [ 404 ] |
| 2020年1月15日  | 10,000   | [ 404 ] |
| 2020年5月24日  | 11,000   | [ 404 ] |
| 2020年8月17日  | 12,000   | [ 404 ] |
| 2020年11月10日 | 13,000   | [ 404 ] |
| 2021年10月19日 | 16,000   | [ 404 ] |
| 2022年11月28日 | 20,000   | [ 404 ] |

一方で、2024年12月のmyrmecoleonのレポートによるとYouTubeを使用しているバーチャルYouTuberに限っても4万名以上、自身が確認しているXのアカウント数は6万605名が確認できているという。また、2022年からバーチャルYouTuberの数は6万人から大きく変わっておらず、新規のバーチャルYouTuberのデビューが鈍化してきており、活動終了によるアカウント削除で相殺されていることを理由にあげている。一方で、月に200名ほどのバーチャルYouTuberが新規に活動を始めている、とも述べており、現在も新たにバーチャルYouTuberが活動を始めている。

### 視聴時間
myrmecoleonによると、YouTubeのバーチャルYouTuberのライブ配信等の総視聴時間は月に1億時間を超えているとみられる。一方で、Streams Charts と VSTATS の共同調査では複数のプラットフォームの視聴時間を計上しており、月1億7千時間が予測されている。うちこの6割がYouTubeの視聴時間と見られる。また、データからバーチャルYouTuberの視聴層は拡大を続けていると述べている。

## ファン活動と視聴者
バーチャルYouTuberのファン活動の具体例として、原田は配信の視聴（リアタイ）、アーカイブ視聴、チャンネル登録、高評価・低評価、メンバーシップ加入、チャット、スーパーチャット、コメント、ツイート、ファンアート投稿、プレゼント、手紙、切り抜き、同人、グッズ購入、イベント参加などを一例に挙げている。また、何もせずにただ見ているファンがいることについても言及している。また日常的にグッズを身に着けているファンもいる。バーチャルYouTuberの鑑賞者を、リスナーと呼ぶことがある。
たまごまごによると、視聴者の多くは勉強しながら、お酒を飲みながらなど、何かをしながら視聴することが多いと解析している。原田はバーチャルYouTuberの生配信やアーカイブといったコンテンツが人気の理由として「ながら視聴」に向いているからであると分析している。「映画やアニメのように画面に集中を要するコンテンツとは異なり、雑談やゲーム実況は、仕事などの作業をしながら音声だけ聞いても楽しめる」と言及している。
自分の好きなバーチャルYouTuberを対象に「推し」と呼ぶ風潮があり、「推し活」の対象になることがある。一人のバーチャルYouTuberの推しを決めて追いかけることを「単推し」、箱全体（#個人活動と所属活動を参照）や、それらに所属するバーチャルYouTuber全員を応援することを「箱推し」という。ファンの中には、バーチャルYouTuberに恋愛感情を抱く者がおり、これをガチ恋という。ガチ恋は、元々アイドルなどに恋愛感情を抱いているさまに対して使われていた言葉であったが、現にバーチャルYouTuberでも使用されるようになっている。原田によると、ガチ恋の対象とされることを歓迎するバーチャルYouTuberもいるが、「あまりに強い思いをもたれると負担を感じることもある」ことや、見返りを要求されたり理想を押しつけられたりする「厄介オタク（ファン）」になるおそれについても言及している。 
視聴者の中には、コメントでゲームプレイについてなどを指示する「指示厨」、過保護に意見をする「杞憂民」、他のバーチャルYouTuberの配信の様子や話題を出す「伝書鳩」と呼ばれる迷惑行為や人物がいる。また、バーチャルYouTuberコミュニティにおいて、許容限度や一線を超えた言動は「ライン越え」と呼ばれる。

### チャットと投げ銭
myrmecoleonによる2024年の統計ではバーチャルYouTuberの視聴者は総数で月あたり約1,000万人いると推定されている。そのうちYouTubeライブにチャットを投稿しているアカウントは月に約139万人（2024年11月時）で、さらにそのうちの約8万1,600人がスーパーチャットを投稿しているとみている。チャットに投稿しているアカウントのうち約17人に1人がスーパーチャットを投稿していると推測している。また、スーパーチャットの投稿に使用される通貨は、日本円がほとんどで、アメリカ合衆国ドル、新台湾ドル、香港ドル、韓国ウォン、フィリピンペソ、マレーシア・リンギット、インドネシア・ルピア、ブラジル・レアル、アルゼンチン・ペソ、ユーロ、ロシア・ルーブルが使用される。なおmyrmecoleonは、ファン活動の態様は様々だが、「配信でのチャット投稿は比較的典型的と思います」と述べている。
投げ銭を行うことで視聴者は配信者に認知されやすく、YouTubeライブでの配信の場合、スーパーチャットを読み上げるお礼の時間である「スパチャ読み」を設ける者もいる。また、配信中にスーパーチャットを読み上げられなかった場合、読み上げるために別途で「スパチャ枠」と呼ばれる配信を行う。スーパーチャットは投げ銭の金額ごとに色が異なるため、最高額を「赤スパ」と呼ばれる。原田はスーパーチャットを「『スパチャ芸』と呼ぶべきリスナー側の表現手段ともなっている。」と解説している。
原田はニコニコ全盛の時代には、クリエーターがコンテンツで金を儲けることを嫌う嫌儲文化や雰囲気が強かったと解説しており、ゆがみんもまた日本でインターネットユーザーによる生配信のシステムが登場した2000年代にはその雰囲気があったことを述べている（ただ「振り込めない詐欺」など、商業的価値を正面から評価されることがあったことに留意）。ゆがみんは、バーチャルYouTuberの投げ銭が成熟した外的要因について「海外の影響で国内の嫌儲の雰囲気が薄れてきた・YouTube LiveにSuper Chatが実装されたタイミングでたまたま登場したから」であるとまとめている。また、バーチャルYouTuberの視聴者が投げ銭をする理由について「配信者にお礼を言われるためだけに投げられている」のではなく、「配信のコンテンツになることを想定されて」おり、「投げていない視聴者も投げ銭から始まるやり取りを楽しんでいる」ためであると考察している。
バーチャルYouTuberの配信の視聴者は、バーチャルYouTuberが配信中にくしゃみをする際に「くしゃみ助かる」とコメントすることがある。このくしゃみをした際にスーパーチャットを投げる者もいる。一方、くしゃみや咀嚼などをする際に、ミュート（消音）した場合には「ミュート助からない」とコメントする者がいる。たまごまごはクイック・ジャパン・ウェブでこの「くしゃみ助かる」についてコラムを執筆しており、水を飲んだ際に「お水助かる」とコメントされることや、これらが「コミュニケーションを円滑にする手段として発展した言葉」であると解説している。このほかにもコメントの一例として、笑いを示す「草」、「かわいい」、相手や関係性の素敵さを褒めたり、尊ぶことを指すスラングである「てぇてぇ」、「えらい」などがある。

### 二次創作

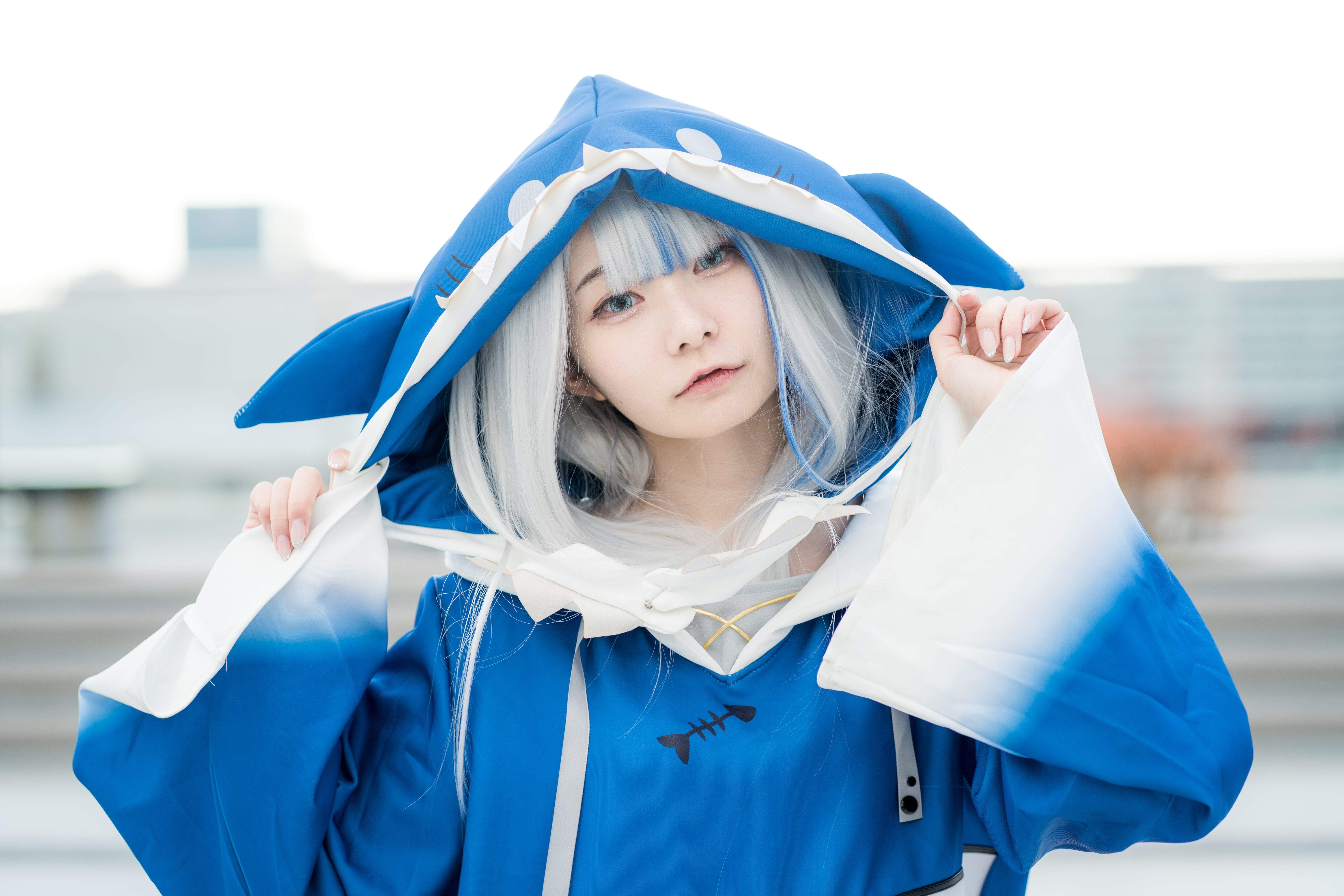
『コミックマーケット99』でがうる・ぐらに扮するコスプレイヤー（2021年、日本）。

バーチャルYouTuberはファンにより二次創作され、ファンアートが制作されることが文化として定着している。
ファンアートは、ファンがイラストを描いたり、切り抜き動画や同人誌、痛車を製作したり、コスプレ、ゲーム開発をすることがある。ファンが制作した同人誌やグッズは『コミックマーケット』などの同人即売会に出展されることがある。また、「#にじそうさく」など事務所の二次創作のみを取り扱ったイベントも開催されている。
ファンは制作したファンアートをX（Twitter）で公開することがある。またこうしたファンアートを投稿するため用のハッシュタグを、バーチャルYouTuberが用意することがある。さらに、こうしたファンアートを制作した際にファンはバーチャルYouTuberから反応をもらうことがある。山野はファンアートタグに投稿された画像がサムネイルに使用される例を指摘している。また、「ファンソングが公式化する」ことがあると作曲家でライターのエハラミオリ（当時「じーえふ」）は複数の事例を紹介している。その1つに挙げられている、月ノ美兎の「Moon!!」は元々、月ノ美兎のファンであったiruによって制作され2018年3月12日にニコニコ動画で公開された彼女のイメージソングだったが、音楽イベントで月ノ美兎自身が歌うようになり、メジャーアルバム『月の兎はヴァーチュアルの夢をみる』に収録されている。こうした音楽のファンメイドにおいては、楽曲制作の他にリミックスが行われることがある。
ファンが二次創作を制作するために、事務所やバーチャルYouTuberによってガイドラインが設けられることがある。二次創作ガイドラインにおいては、切り抜き、ゲームなど創作ごとにガイドラインの項目が設けられることがある。また、二次創作が企画によってサポートされることもあり、にじさんじにおいては2018年に所属配信者に関するイラストや作品をピックアップする施策「にじさんじCREATORS」を実施。また、2024年にホロライブも『コミックマーケット105』において、同人誌を頒布するサークルやコスプレイヤーの応援企画としてハッシュタグ「#C105ホロライブ」をXのポストにつけるよう呼び掛けていた。
北村はファンがファンフィクションやファンアートなどの二次創作を制作することで、「SNSでVTuberのイメージを拡散し、無意識のうちにプロモーションにも加担する」ことがあると指摘している。実際、雑誌『WWDJAPAN』の取材に対して、にじさんじとブランド商品を展開したアダストリアの島田淳史はコラボ商品を作った際に、「ファンがコーデを着用したVTuberのイラストを描き、いくつもSNSにあげてくれた。中でも1万いいねが付くような作品もあり、どんどん拡散されていった。」とコラボを振り返り、ファンアートの影響力について言及している。
一方で、切り抜き動画についてはKAI-YOUの都築陵佑が「認知拡大にも貢献している」などと指摘する一方で、扇情的なタイトルやサムネイルで再生数を稼ごうとするケースなど、悪意をもって制作されるケースがある。そのため、にじさんじやホロライブなどでは禁止行為や削除する可能性をガイドラインで明確化している。
バーチャルYouTuberはいわゆる「生モノ」であるという指摘がある。
にじさんじは、2021年に所属するバーチャルYouTuberの成人向け二次創作品の発売を中止するようにダウンロード販売サイト、DLsiteに求めた。これに伴い、12月10日に約90作品がサイトから削除された。
バーチャルYouTuberの画像生成AIを使用したファンアートの投稿には見解が分かれている。夏色まつりは2022年10月11日にXで「AIということを明記しない、ファンアートタグをつける、自作発言をするっていうのが問題」であるとして注意喚起を行った。これを契機にAIで生成したイラストであると明記してほしいと注意喚起を促すVTuberが話題になった。白上フブキ、獅白ぼたん、大空スバルなどにおいては投稿する際に明記するべきと言及。小鳥遊キアラや葛葉などにおいてはファンアート投稿用のハッシュタグに生成AIで制作した作品の投稿を禁止した。ぶいすぽっ！においては、AIを使用したイラストをファンアートのハッシュタグを付けて投稿しないように呼びかけている。なお日本法の著作権法30条の4第2号では、「AI開発のためにデータを学習させる際、原則として著作権者の承諾を取らずとも自由にデータを利用できると記している」とITmediaは述べており、柿沼太一弁護士は「人間の描いた絵を学習したAIに生成指示を出して、学習した絵と同じものを出力した場合は著作権侵害に該当する可能性がある」と指摘している。

### 応援広告

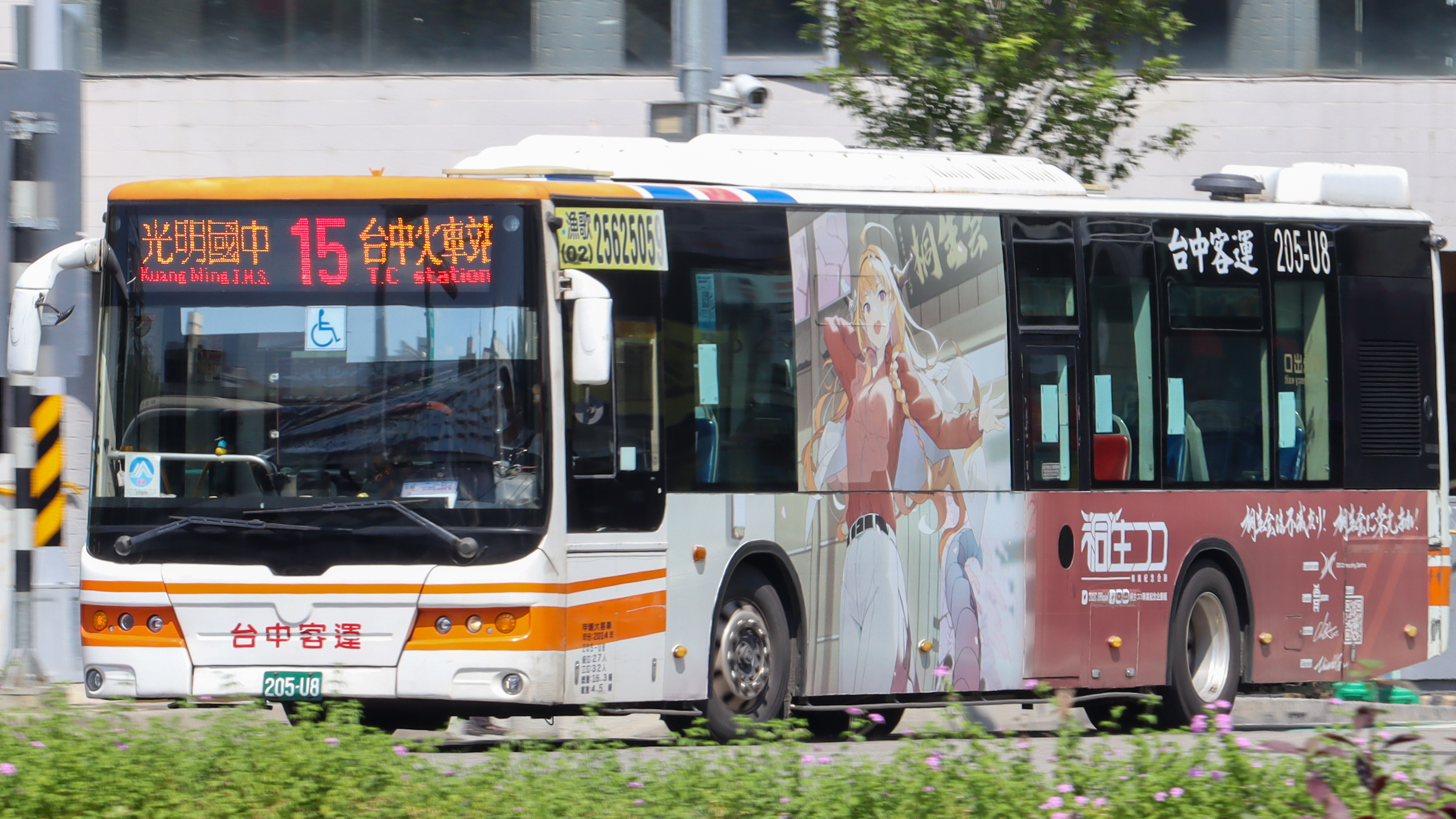
活動終了を記念し、桐生ココがラッピングされた台中市15番バス（2021年、台湾）。

ファンは、バーチャルYouTuberの応援や祝賀を目的とした広告を有志で出資することがある。これらは応援広告やセンイル（韓国語: 생일）広告と呼ばれる。広告を出稿したいファンは、日本国では個人が多く、SNSやDiscordなどで出資する者を募り、必要な資金を出し合う。古月が2023年に来栖夏芽の広告に出資した際には、約50人ほどが出資し、1口につき千円、3口まで申し込むことが出来たと述べており、出資した広告は1週間池袋駅にポスターが掲載された。また、前田によると2024年時点で応援広告の平均単価は、13万円程度で、媒体掲載費は6万円台後半から10万円に印刷費が加わるほどとなっているという。広告にはファンアートが使われ、資金はイラストおよびデザインをイラストレーターやデザイナーへの発注にも使われる。
広告が掲出される対象としては、ポスター、バス、デジタルサイネージ、アドトラックなどがある。祝う目的では、周年記念、誕生日記念などに出稿されることがある。東洋経済新報社の前田佳子によると、日本国では東京メトロ池袋駅東口側の地下通路や東京メトロ新宿駅から新宿三丁目にかけての地下通路がバーチャルYouTuberの応援広告の人気スポットになっている。
バーチャルYouTuberの事務所では、応援広告のガイドラインが設けられている。例えばANYCOLORとカバー、あおぎり高校はそれぞれ広告出稿のルールを定めている。広告代理店は権利元に広告掲載の確認を行い、公式的に許諾を得て広告を掲載している。
ファン向けクラウドファンディングサイト、minsakaは2024年に「総まとめレポート」を公開した。これによると応援広告企画部門の1位はにじさんじで、2位ホロライブだった。また、応援広告企画のほとんどを、にじさんじが占めていたという。

### 翻訳
バーチャルYouTuberの広まりはファン翻訳（ファンサブ）に支えられた背景がある。
日本語に訳した字幕翻訳では、英語を話すホロライブEnglishのメンバーの配信に日本語字幕を付けた切り抜き動画が有志によって投稿されている。
中国においては、「字幕組」「翻訳組」と呼ばれる有志コミュニティが存在しており、主に学生がボランティアで日本語を聞き取り中国語字幕を付ける取り組みを行っている。翻訳組は動画共有サービス、テンセントQQで集まり、bilibiliを拠点に活動している。また、同時通訳だけでなく中国の文化に精通していないVTuberたちにアドバイスなども行っており、ライターのゆがみんは「VTuberたちのbilibili上での活動に欠かせない存在」であると位置づけている。
ライターのアミラル・アドランは、「最近では外のVTuberファンの間で、日本のコミュニティで使われる『草』が、英語圏で使われていた『lol』の代わりに使われ始めています」と指摘している(なお、LOL、草ともに笑いを指す語である)。「スコットランドニキ」として知られ、日本で翻訳者として働いているスコットランド出身のにじさんじのファン、ライアンによると、2020年当時「TwitterやYouTubeで翻訳された切り抜き動画が毎日のように上がっている状況」だったと語られており、「ただ、翻訳や短編動画だけでは、そのVTuberさんの魅力がすべて伝わらないこともあるので、偏見も生まれやすいという印象」にあることを述べている。
こうしたファンサブの実例がインタビューで語られることがある。雲母ミミはブラジルのバーチャルYouTuber応援サイトで注目を集めた際、ポルトガル語に翻訳された切り抜き動画などが乱立したことがインタビューで語られており、緋赤エリオはbilibiliで配信した際にリアルタイムで翻訳するファンがいたと言及されている。にじさんじの海外事業の責任者においても「すぐに字幕を付けたり、ライブ配信中にリアルタイムでコメント欄での翻訳や説明をしてくださったりする方もいます。我々が依頼したわけではなく、全て自発的に同時翻訳をしてくださっていたのでこちら側としても驚きましたね。非常にありがたい。」と語った。

## 各分野との関係性

### 音声合成と MikuMikuDance

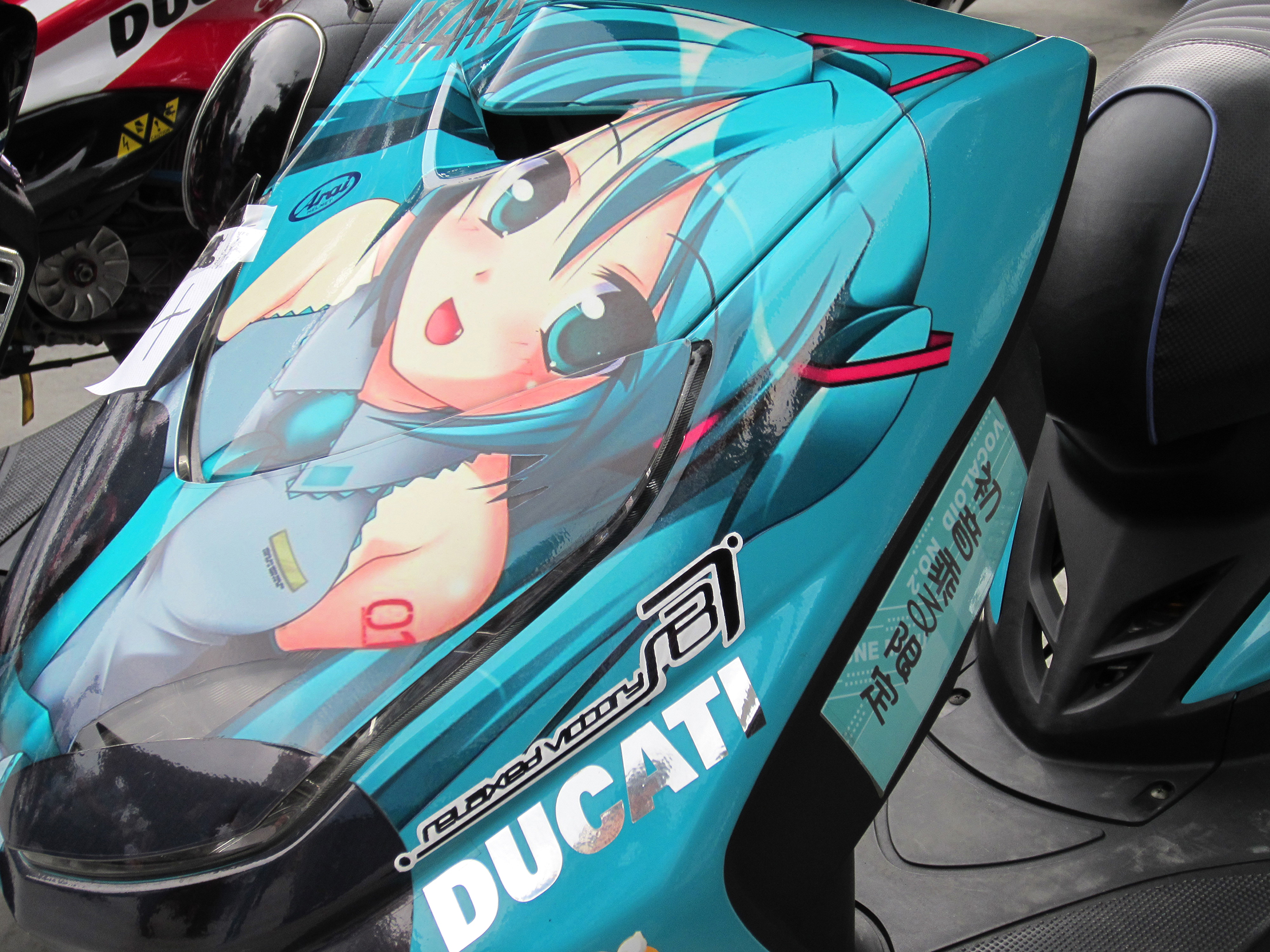
バイクに描かれた初音ミク。

音声合成、合成音声エンジンであるVOCALOID、そのキャラクターである初音ミクとの関係性は専門家から解説されてきたほか、共演やバーチャルYouTuberが音声合成ソフト化するなど交錯をしてきた。
2019年には初音ミクの非公式のファン活動（二次創作）として、初音ミクをバーチャルYouTuber化した「初音ミクLSタイプ」が登場しており、2020年にはSNS投稿のAI制御を可能とした。

#### 音声合成と MikuMikuDance に対する言及の例
専門家や当事者から音声合成、合成音声エンジンであるVOCALOID、そのキャラクターである初音ミクとの関係性について度々言及されている。
とりわけ解説されたものでは、書籍『風とバーチャル』でmyrmecoleonがニコニコ動画とバーチャルYouTuberの関係性について解説した「VTuberは世界をniconicoにした～niconicoとVTuberの関係」があり、「VTuberが動画や配信で歌う楽曲はこうしたボカロ曲が大変多い」と言及。「著名なボカロPがVTuberのオリジナル曲を手がけるケースも珍しくない」として、顕著な例として過去にカンザキイオリが作詞作曲していた花譜の名をあげている。また、バーチャルYouTuberのライブイベントでは『マジカルミライ』など初音ミクを透過スクリーンに投影した音楽ライブを参考にしており、技術的に影響があったと言及している。また初音ミクを起源に誕生したMikuMikuDance（MMD）については「ニコ動発の文化で特にVTuberと関係が深い」「重要」であると述べており、「MMDで著名な作者がVTuberの3Dモデルを手がけた例は非常に多い」こと、MMDクリエイターであったcortにより「きぐるみライブアニメーター・KiLA」というシステムが作られ、キズナアイの立ち上げに参加し、cortはライブカートゥーンを立ち上げ、バーチャルYouTuberの運営や技術協力に参加していることなどを述べている。ライターの古月も同誌でMMDとバーチャルYouTuberにつながりについて言及しており、「このソフトウェアでの創作活動が転じて、多くのVTuberスタッフと基礎技術が生み出された」とKiLAがキズナアイの基幹システムとして使用されたことについて言及している。
広田はいわゆる「ゆっくり」がニコニコ動画に投稿されていたことに言及し、「そういった『顔は出したくないが，自分の芸や作品はネットで見て欲しい』というニーズが残り続け，後から生まれたVTuberがそれに合致したと考えられる」と言及し、MMDがニコニコ動画で流行したことの影響については「クリエイターとして腕を磨いて注目を集め，のちに個人や企業においてVTuberの技術面を支える人物も出てきた」ことをあげている。
KAI-YOUは、VOCALOIDとバーチャルYouTuberの関係性を「蜜月の関係にあると言っても過言ではない。」と表現しており、複数の要因をあげている。ひとつは「ニコニコ動画の配信文化の延長線に生まれたVTuberたちが、ニコニコ動画をジャンルの起源とするボカロ曲を、同じくニコニコ動画発祥の文化である「歌ってみた」としてカバー」している点、ふたつ目はバーチャルYouTuberの声を基にした音声合成が複数リリースされている点、3つ目としてボカロPがバーチャルYouTuberに対して楽曲を制作・提供している点をあげ、「インターネット発の文化間で相互循環が行われている。」と述べている。
映画ライターの杉本穂高は、初音ミクとバーチャルYouTuberの共通点として、「アニメやマンガの記号性ある表象を利用した存在」であること、同一性を担保する要素が声であると考察している。また、北村はバーチャルYouTuberは初音ミクのユーザー生成コンテンツ（UGC）の系譜上にあることを述べている。一方で、バーチャルYouTuberは「人のような存在」として認知されており、この点が決定的に異なると指摘している。
ワンメディアの明石ガクトは、バーチャルYouTuberとVOCALOIDの違いとして、「初音ミクは、何万もの人がキャラクターを使って歌を届けています。つまり、中の人が何万人もいる「依り代」なんです。二次創作も中の人としてできるので、スケーラビリティも大きくなる。一方、VTuberの魂には、ひとりしか入れないじゃないですか。二次創作をしようとしても、中の人にはなれないので、ファンアートをつくったりするしかない。ふつうの漫画やアニメのキャラクターと、本質的には同じなんです。」とファンアートの制作の性質の違いから述べている。また、ITライターの井出聡は、その違いを応答性と「キャラクターを演じる人の有無」であると解説している。経営学者の片野浩一は、初音ミクとキズナアイの違いについて、初音ミクをクリプトン・フューチャー・メディア、伊藤博之の発言を引用したうえで「「初音ミク」とはクリエイターたちが自分の思いを込める人形であり、器であるという例えである。あわせて「『初音ミク』に人格はない」とも語っていた」と発言をまとめ、キズナアイについては「「キズナアイ」のファンユーザーは、あくまで唯一無二の存在としての彼女を応援する。外見は同じであっても、中身の人間が代わると、もはや本人とは別人になる」と言及した。
カバー取締役の谷郷（YAGOO）は、「カバー創業前から『自分の経験を活かせるのは，初音ミクのようなビジネスモデルかもしれない』と思っていた(谷郷元昭 2024)」などと初音ミクが創業のヒントになっていたことを複数のインタビューで語っている。

#### バーチャルYouTuberの音声合成化
バーチャルYouTuberの声を基にした音声合成ソフトのライブラリが開発されている。この端緒となったのは、KAMITSUBAKI STUDIOが手掛けるプロジェクト「音楽的同位体プロジェクト」である。これはプロデューサーであるPIEDPIPERが、バーチャルシンガーの業界でIPコンテンツを作っていく中で、継続的な発展が見込まれるものとしてユーザー生成コンテンツ（UGC）の要素を含んだコンテンツを持つことを求め、立ち上げたプロジェクトである。PIEDPIPERによると、バーチャルシンガーを基にした音声合成ソフトの構想は、プロジェクトを始める前は周囲から「今更絶対成功できない」と馬鹿にされたという。
花譜を基にした「可不」が先駆けとなって、KAMITSUBAKI STUDIO所属のバーチャルシンガーの歌声をベースに制作された音楽的同位体が発売されており、ヰ世界情緒は「星界」、理芽は「裏命」、春猿火は羽累、幸祜は「狐子」とそれぞれ名付けられている。音楽的同位体はCeVIO AI、VOICEPEAKで発売されており、Synthesizer V によるプロジェクトも進行中である。なお、可不の Synthesizer V バージョンは、花譜が違和感を覚えたことを理由に発売延期され、のちに予約キャンセルがなされ、結果的に発売は中止された。
音楽的同位体はバーチャルYouTuberのライブに出演することがあり、花譜のワンマンライブ『不可解参(狂)』では可不が、ヰ世界情緒のワンマンライブ『Anima III』では星界が共演している。KAMITSUBAKI STUDIOのグループであるV.W.Pのワンマンライブ『現象II(再) -魔女拡成-』では、メンバーである幸祜の体調不良により、その「音楽的同位体」である狐子が代役を務めた。また、音楽的同位体のみで行われるライブ「V.I.P 1st MINI LIVE ETHEREAL WORLD」も開催しており、可不、裏命、羽累、星界、狐子らはユニット、V.I.Pを結成している。
その音声について、2020年には、「花譜本人っぽいもの」「少し幼くしたもの」「ケロらせたもの」の3つのデモ案を提示した可不のボイスアンケートが実施された。5,500票が投票され、その結果を受けて CeVIO AI 可不は発売日を遅らせてリリースされた。アンケート結果は「本人っぽいもの」が首位であったが、実際には少し幼くしたものが起用されており、花譜の歌声とは少し違うものになっている。これについてPIEDPIPERは「あのアンケートは、質問を投げかけることでみなさんの意思確認をして問題を浮かび上がらせることが目的だった」「『可不と花譜を完全に同じ声にはしない方が盛り上がる』と考えて、そう決定しました。結果として、いい判断になったと思います。」と振り返っている。
可不を用いた楽曲の中でも、いよわが手掛けた「きゅうくらりん」やツミキによる「フォニイ」、柊マグネタイト「マーシャル・マキシマイザー」などは、ボカロというジャンルにおいても大きな影響を与えた。各楽曲はBillboard JAPANが提供する年間チャートにランクインしている。また、タイアップとして花譜と可不のデュエット曲「流線形メーデー」はアニメ『邪神ちゃんドロップキックX』のエンディングテーマに採用されている。
音楽的同位体以降、ほかのレーベルからもバーチャルYouTuberを基にした音声合成ソフトがリリースされている。2023年には、キズナアイの歌唱特化型AI「#kzn」、2024年には犬山たまきの歌声合成ボイスライブラリ「玉姫」が VoiSona からリリースされた。同年10月2日に開催されたしぐれういのライブ「SHIGURE UI 5th Anniversary Live “masterpiece”」では、しぐれういの声を基にしたVoiSona「雨衣」のリリースが発表された。雨衣は、しぐれういがボイス提供だけでなくキャラクターデザインも行っており、彼女の誕生日である2025年5月30日に発売される。

#### VOCALOIDとの共演
バーチャルYouTuberはこれまでにVOCALOIDキャラクターとの共演をおこなってきた。
イベントの事例では、2018年9月15日から16日にかけて開催され、キズナアイと初音ミクが出演し、共に「ハジメテノオト」を歌ったイベント「TOKYO GIRLS COLLECTION Super Live -MATSURI-」、2019年8月24日から25日にかけて開催された複数のバーチャルYouTuberが登場し、初音ミクとキャラクターデザイナー（KEI）を同じくするミライアカリが共演した音楽イベント「Vサマ！」が挙げられる。
2019年にバーチャルYouTuberからは富士葵とYuNi、VOCALOIDからは初音ミクとMEIKOが、大塚製薬が発売する飲料、ポカリスエットのアンバサダーに就任した。翌2020年にはミライアカリとゲーム『プロジェクトセカイ』のキャラクター、星乃一歌が加わり、続投された。翌々2021年にも、同作に登場する架空のバンド、Leo/needのメンバーが追加される形で再度続投された。
初音ミクは、2024年7月23日にNIJISANJI ENに所属するアイク・イーヴランドが実施した3Dお披露目配信にサプライズ出演しており、共に「ハジメテノオト」「みくみくにしてあげる♪【してやんよ】」を歌っている。

### アニメーション（アニメ）
バーチャルYouTuberとアニメーションないしアニメは様々な関係性を持つ（アニメーションとアニメは意味合いが異なる場合があるので、定義については各項を参照）。
アニメキャラクターがバーチャルYouTuber化する事例では、『ヤッターマン』のヤッターマン2号ことカミナリアイ、ボヤッキー、『ワンピース』の一部キャラクター、『revisions リヴィジョンズ』のミロなどがある。ライターのノンジャンル人生は、アニメ作品がバーチャルYouTuberのような表現を行ってプロモーションしたケースとして、『狼と香辛料』のホロ、『ONE PIECE FILM RED』のウタ、『【推しの子】』のMEMちょを例に挙げている。
バーチャルYouTuberがアニメに登場する中にはバーチャルYouTuberのキャラクターが本人役として出演することがあり、『バーチャルさんはみている』、『でんでんの電脳電車』、『絆のアリル』、『100万の命の上に俺は立っている』、『探偵はもう、死んでいる。』などがある。また、バーチャルYouTuberが声優として登場した例では、『魔法少女サイト』にキズナアイ、富士葵、『名湯『異世界の湯』開拓記 〜アラフォー温泉マニアの転生先は、のんびり温泉天国でした〜』では恋糸りあ（みけねこ）が出演している。また、哲学者の篠崎大河によると、『ルパン三世 PART6』に大空スバルがコスプレイヤー役として出演した際にはクレジットタイトルに「大空スバル」と表記されていたように、バーチャルYouTuberの名義で声優として活躍している配信者は数多く存在するという。朝ノ瑠璃は『邪神ちゃんX』などの作品に出演し、2022年に声優誌『声優グランプリ』が毎年発行する声優をまとめた『声優名鑑』に掲載されている。
一方で、こうしたキャラクターや声優として登場する以外にも、バーチャルYouTuberを作品に取り入れる場合もある。先述の『絆のアリル』は「キズナアイのアニメ化」と銘打たれた作品であり、キズナアイを目指す少女、ミラクの物語が核になっている。また、『VTuberなんだが配信切り忘れたら伝説になってた』は先述のように、原作のバーチャルYouTuberをテーマにしたライトノベルをアニメ化している。また、同作では多数のバーチャルYouTuberが制作協力をし、OBS StudioやLive2Dといった実際に使われるソフトウェアも使用している。『ポプテピピック』では、バーチャルYouTuberコーナーを設けており、声優がモデルを操作する場面がある。『夜のクラゲは泳げない』では、竜ヶ崎ノクスという名前でバーチャルYouTuberとして活動している渡瀬キウイというキャラクターが登場する。また、細田守監督によるアニメーション映画『竜とそばかすの姫』はVirtual Singer（バーチャルシンガー）がテーマとなっている作品である。VRChat や cluster に近いバーチャル空間「U」が舞台となっており、そこでの音楽ライブが描かれている。
バーチャルYouTuberはアニメ作品の主題歌など楽曲担当をすることがあり、古くは2019年にキズナアイが劇場オリジナルアニメ『LAIDBACKERS-レイドバッカーズ-』に「Precious Piece」を提供していた。先述の『100万の命の上に俺は立っている』で本人役としても出演した樋口楓は、「Baddest」を提供している。ぼっちぼろまるは、yamaとユニットを組み『ポケットモンスター』に「ハロ」を提供している。星街すいせいは『機動戦士Gundam GQuuuuuuX -Beginning-』に挿入歌「もうどうなってもいいや」を提供しており、同曲は日本武道館でのライブ公演「Hoshimachi Suisei 日本武道館 Live "SuperNova" 」の公演でリリースを告知した。花譜はMAISONdesにツミキと共にフィーチャーし、『うる星やつら』の第1クール、エンディングテーマ「トウキョウ・シャンディ・ランデヴ」に参加し、音MADなどさまざまなUGC動画で親しまれ、ストリーミング累計1億回再生に達している。
活動でも先述の通り、アニメーション（アニメ）の同時視聴を配信上で行うバーチャルYouTuberもいる。ウェブメディアでは、こうしたバーチャルYouTuberが同時視聴を行うことを取り上げることがある。また、バーチャルYouTuberはプロモーション・ビデオやミュージック・ビデオにおいて、アニメーションを用いることがある。ミュージックビデオにアニメーションが使用されていることについて、ライターでバーチャルYouTuberの井中カエルは「積極的にキャラクターを前面に押し出すための手法として、アニメが活用されている。」と指摘している。また、ライターのノンジャンル人生は2024年に「近年では大手VTuber事務所が本格的なアニメーションを公開するケースが増えている」と指摘し、にじさんじのイブラヒムとぶいすぽっ！の事例を例示した。イブラヒムは2023年に自身で企画・総監督をした「3周年記念アニメ」をYouTubeに投稿。原画集とクリアフォルダを発売している。たまごまごは同作を「この動画がすごい！今週のおすすめVTuber動画」の1本に選出している。ぶいすぽっ！は新たなロゴ発表にあわせて「ぶいすぽっ！新ロゴアニメーションPV」を公開したほか、アニメーションを活用したプロモーション・ビデオやミュージックビデオを公開してきた。同グループを擁するBrave groupは、2024年にアニメーション制作を行う子会社、Brave picturesを設立。同年にぶいすぽっ！の長編アニメの制作を発表している。
なお、ANYCOLORとカバーはバーチャルYouTuber市場のさらなる成長可能性を見るうえでアニメ産業をベンチマークにしている。なお、日本動画協会「アニメ産業レポート2022」によると、日本国内のアニメ関連市場は1兆4千億円、世界のアニメ関連・動画配信の市場は約2兆7千億円にのぼる。

#### バーチャルYouTuberとアニメーション（アニメ）に対する言及の例
バーチャルYouTuberとアニメーション（アニメ）に対する言及は、各専門家が行っており、その数も少なくない。とりわけ、バーチャルYouTuberはアニメーション（アニメ）であるか、アニメーション（アニメ）キャラクターであるかという言及は複数みられる。小倉はアカデミー賞の長編アニメ映画賞の定義と照らし、「『モーションキャプチャーの技術を利用して2D・3Dのキャラクター』を動かすVTuberの動画／配信」についてはアニメーション作品ではないとする一方、「VTuberが投稿した動画であってもMoCapを用いず、コマごとの技術で動きが表現されたものはアニメーション作品と見なすことができます。」と解説している。原田は2021年の中央大学での講義で「VTuberのことをあまり知らない人、特に、「『中の人』の実際の声・動作・表情をアバターに反映させるというしくみを知らない人にとっては、VTuberが『アニメキャラ』のように見える。」と解説している。田中大祐は批評誌『エクリヲ』でバーチャルYouTuberをアニメーションの側面からとらえ直す取り組みを行っている。ホロライブプロダクションの『ホロのぐらふぃてぃ』がモーションキャプチャーを使用していない点に着目し、「VTuberが出演している点を除いて」「通常の3DCGアニメーションと相違ない」と述べている。アニメコラムニストの小新井涼は、Yahoo!ニュースでのコラムで「基本的にVTuberは、ライバーそのものが“本人”であるため、存在としてはアニメキャラよりも、どちらかというと、バーチャルであるかないかという違いがあるだけで、実在の声優やアーティスト、YouTuberの方々の方が近いと思います。」と述べており、バーチャルYouTuberがアニメキャラクターであることには「基本的にジャンルとしては全く別」と否定的な意見を示している。
他方、小新井はMANTANWEBでのコラムではアニメキャラクターがバーチャルYouTuberになることについて考察をしている。媒体は2018年時点で「人気アニメのキャラクターがVTuberデビューしてもあまり目立っていない」と言及。小新井はアニメの展開方法とバーチャルYouTuberの展開の違いについて述べ、「もしも今後、アニメキャラのVTuber効果でアニメの人気が爆発的に上がるほどのムーブメントを起こそうとするならば、それにはまず番組放送中だけでなく、番組放送開始前から放送終了後まで、より長期的にVTuber展開を仕掛ける必要があるように思います。」と結論付けている。
泉はバーチャルYouTuberとアニメを「隣接するジャンル」として論じており、実際の映像作品を例に挙げて「『四月一日さん家の』のような『バーチャルなドラマ作品』」「ReVdol! のアニメシリーズのような『モーションキャプチャのCG アニメ』」「『ホロぐら』のような『非モーションキャプチャのCGアニメ』」「TVアニメ版『22/7』のような『手描きアニメ“化”』」の4種類にその隣接の可能性を整理し、「いずれもバーチャルタレントとしての在り方と両立可能」であると示している。岡本は「VTuberが『メディア』『コンテンツ』『コミュニケーション』の結節点である，ということを説明するために」バーチャルYouTuberを解説するうえで日本のアニメ文化についても言及している。
草野虹は、インターネットカルチャーがアニメ、ゲーム、漫画、ライトノベルからバーチャルYouTuberにトレンドが動いていると指摘しており、「なぜVTuberがブレイクし始めているのか？ なぜ話題の重心がアニメからズレていっているのか？」を考察している。その理由として、「アニメルックなキャラクターコンテンツ領域・商品」の拡大、コロナ禍による特需、おたく像の変化、単純接触時間の多さ、切り抜き動画、ファンダム、共演者の影響力などを理由に挙げている。
難波と大澤博隆の共著論文では、バーチャルYouTuberとアニメーションキャラクタの関係性は「アニメーションキャラクタとのパラソーシャルな関係でもない, まだ分類されていないパラソーシャル関係である」と述べている。これは「アニメーションキャラクタのように, 完全に虚構の対象がメディアペルソナとして現れるわけでもなく, キャラクタとしてのアバタを用いながら, しかし, 現実に生きていると想定されるパーソンが, リアルタイムあるいは録画の形で人間にコミュニケーションを行えるから」であると述べている。

### 日本文化

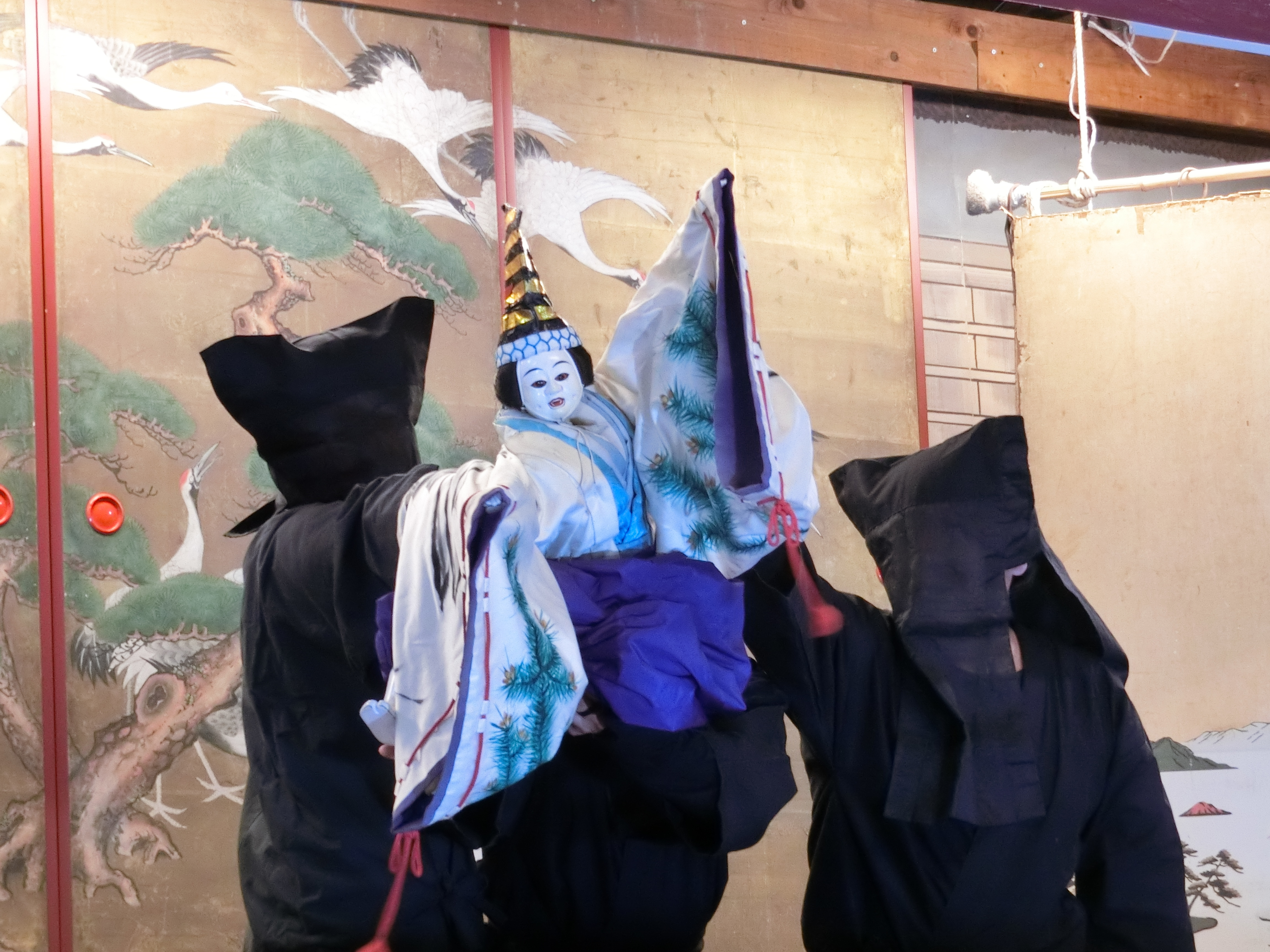
人形浄瑠璃のひとつ、真桑人形浄瑠璃の様子（2019年）。

泉はバーチャルYouTuberを国産のアニメや漫画、ゲームと並ぶ日本の文化として成長していることを指摘している。バーチャルYouTuberおよびバ美肉の文化は、日本の文化的な影響を受けている。特に、いわゆる「見立ての文化」と言われるものとバーチャルYouTuberの関連性は、複数の専門家が指摘している。BBCの取材に対し、PANORAの広田はバ美肉を歌舞伎において、男性俳優が女性の役割を演じる女形に例えている。バーチャル美少女ねむは、NHKの番組『ねほりんぱほりん』に出演した際に、「京都の枯山水には水がないけど、あるものとして見立ている。人形浄瑠璃の黒子もそう。日本には“見立て”の文化があって、バ美肉はそれと一緒」と発言した。
民俗学者の畑中章宏は、「VTuberの動きって2Dのアニメーションよりもややぎこちない感じがしますよね。今まで人間がやっていたことをアバターが演じているのが面白い。あれがスムーズなアニメーションだったら、ここまでのムーブメントになってないと思うんですよ。そこまで見越しているならとても良くできているし、伝統を踏まえている、とも思うんです。」と発言し、バーチャルYouTuberの動きが古くから日本人に親しまれてきた人形芝居を思わせるとしている。日本では古来より人形に演じさせたり、表現させたりすることを好んでいた歴史があり、その最たるものとして人形浄瑠璃が挙げられている。バーチャルYouTuberの裏側に演者がいるのと人形の裏側に操作する者がいることが通ずるところがあるとしている。
ライターのたまごまごは、バーチャル美少女ねむと畑中の発言に対してQJwebで特集している。文楽・人形浄瑠璃を「人形をアバター、人形遣いをアクター・魂に置き換えると、そのままVTuberの活動になる。操るための糸や棒に当たるのが、コンピューターを使った動きや表情のキャプチャ技術だ。」と述べ、バーチャル美少女ねむの発言にふれた。この見立ての文化とバーチャルYouTUberの関係性についてたまごまごは以下のようにも論考している。にじさんじやホロライブの立ち絵表現では、実在のゲーム実況者よりも表現の幅が狭まる。しかしながら視聴者は立ち絵の表情を脳内で補完する。そして実在感を想像して楽しむことができる、と述べている。
NHK放送文化研究所メディア研究部の谷卓生は、「放送研究と調査」の中でバーチャルリアリティの英語の和訳についての論考をまとめており、調査の過程で「枯山水」がかつて「仮山水」と呼ばれていたことについて触れており、仮想現実においてこの「見立てる」、"virtual"という概念が日本文化 にとってなじみ深い概念に思えてくると論考している。
平安時代に紀貫之が記した日記文学『土佐日記』との関連性についても複数言及がある。先の畑中の取材でインタビューアーが、バーチャルのじゃロリ狐娘YouTuberおじさんの様子を見て「おじさんが女性のフリをして日常を語る」姿を『土佐日記』の冒頭「男もすなる日記といふものを、女もしてみむとてするなり。」を引用し、それらしいとコメントし、畑中はそれに対して「いい視点だ」と述べた。朝Pの名でも知られる朝日新聞社の記者、丹治吉順は自らのバ美肉と『土佐日記』とを結び付けている。